# مقاتلات الجيل الرابع

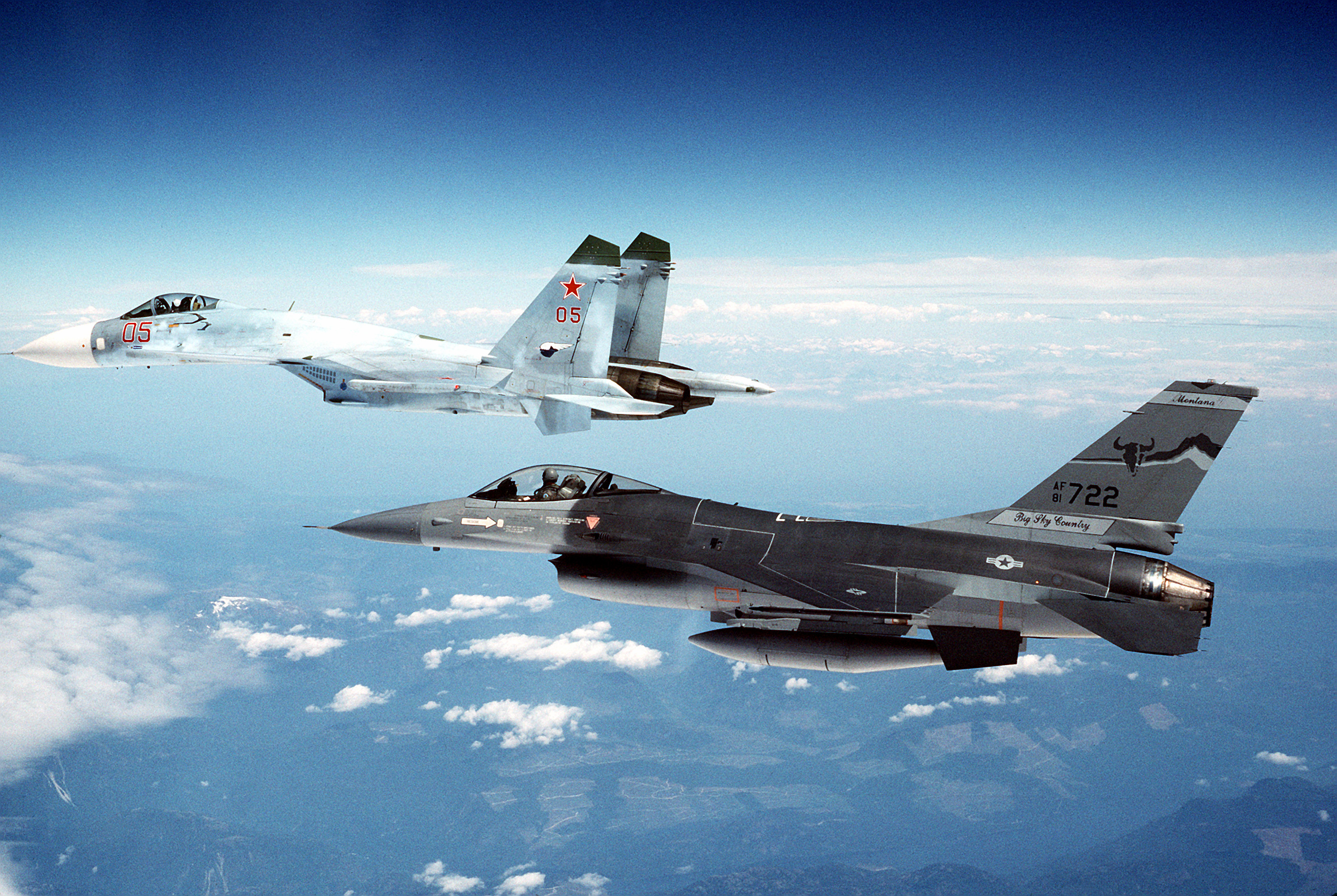
طائرة سوفيتية من طراز Su-27 ترافقها طائرة تابعة لسلاح الجو الأمريكي من طراز F-16

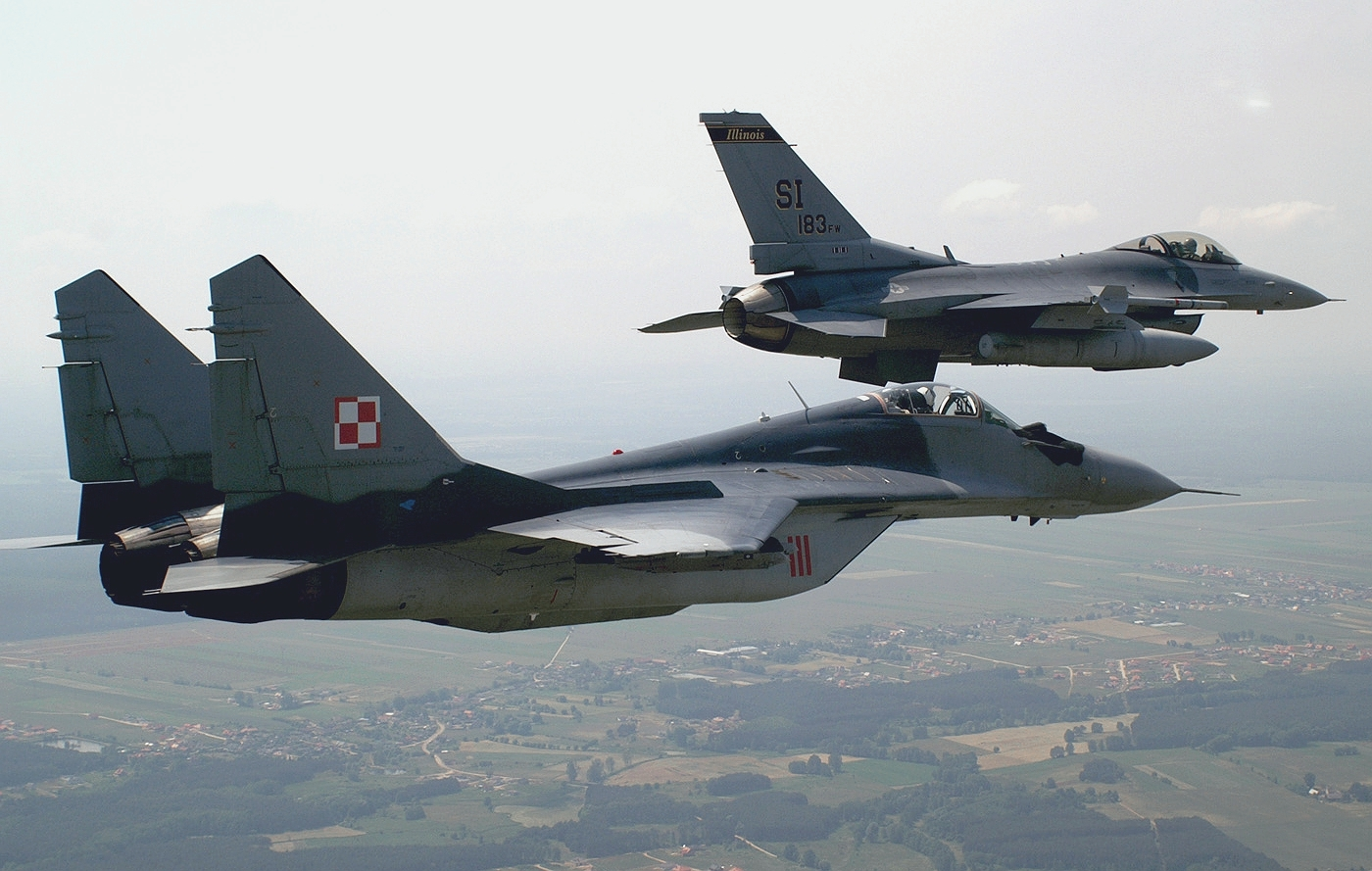
سلاح الجو البولندي من طراز MiG-29 مع طائرة تابعة للقوات الجوية الأمريكية من طراز F-16

المقاتلة النفاثة من الجيل الرابع هي تصنيف عام للمقاتلات النفاثة دخلت الخدمة منذ عام 1980 تقريبًا، ولازالت في الخدمة حتى وقتنا الحاضر، وتتخذ مفاهيم تصميم من السبعينيات. وتتأثر تصاميم الجيل الرابع بشدة بالدروس المستفادة من الأجيال السابقة للطائرات المقاتلة. وقد أثبتت صواريخ جو-جو بعيدة المدى، التي كان يُعتقد في الأصل أنها ستغني المقاتلات عن الاشتباك التلاحمي، أنها أقل تأثيرًا مما كان متوقعًا، مما أدى إلى تأكيد التركيز على اكساب هذا الجيل قدرة عالية على المناورة. وفي الوقت نفسه، أدت التكاليف المتزايدة للطائرات العسكرية بشكل عام والنجاح الواضح للطائرات متعددة المهام مثل الـ F-4 Phantom II إلى زيادة شعبيتها بالتوازي مع التطورات التي شهدها ما يسمى بالجيل الرابع.
وخلال الفترة المذكورة، تم تعزيز القدرة على المناورة من الاستقرار كالسكون والاسترخاء، بفضل إدخال تقنيات الطيران بالسلك (FBW) ونظام التحكم في الطيران (FLCS)، الذي كان بدوره ممكن بسبب التقدم في الحواسيب الرقمية ونظام التكامل التقنيات. أصبح استبدال إلكترونيات الطيران التناظرية، امرا مطلوبا لتمكين قدرات الطيران بالسلك، مطلبًا أساسيًا حيث بدأ استبدال أنظمة الكمبيوتر التناظرية القديمة بأنظمة التحكم في الطيران الرقمية في النصف الأخير من الثمانينيات.
وقد سمح التقدم الإضافي لأجهزة الكمبيوتر الصغيرة في الثمانينيات والتسعينيات من القرن الماضي بإجراء ترقيات سريعة لإلكترونيات الطيران على مدى عمر هذه المقاتلات، بما في ذلك ترقيات النظام مثل رادارات المصفوفة النشطة الممسوحة ضوئيًا إلكترونيًا (AESA) وموصلات إلكترونيات الطيران الرقمية وأجهزة البحث بالأشعة تحت الحمراء والتتبع (IRST).
ونظرًا للتحسين الهائل للقدرات في هذه المقاتلات التي تمت ترقيتها وفي التصميمات الجديدة من التسعينيات التي عكست هذه القدرات الجديدة، اتخذت الحكومة الروسية استخدام مصطلح الجيل 4.5 للإشارة إلى هذه التصميمات اللاحقة. ويهدف هذا المصطلح إلى التعبير عن فئة من المقاتلات التي تم ترقياتها وتطوريها على نفس مواصفات مقاتلات الجيل الرابع تتضمن تجهيزات متكاملة من إلكترونيات الطيران، ومحاولات مضنية لتطوير أسلحة متقدمة لجعل الطائرات المصممة بشكل تقليدي (في الغالب) ذات بصمة رادارية منخفضة كرد على تطور تكنولوجيا الصواريخ والرادار. توجد ميزات تصميم هيكل الطائرة المتأصلة وتشمل إخفاء شفرات المحركات التوربينات وطلائها بمواد متطورة ماصة للرادار في بعض الأحيان، ولكن ليست كل التكوينات المميزة منخفضة الملاحظة كطائرات الجيل الخامس مثل الـ Lockheed-Martin F -22.
تعتبر الولايات المتحدة الطائرات المقاتلة من الجيل 4.5 أنها طائرات مقاتلة من الجيل الرابع تم ترقيتها باستخدام رادار AESA ووصلة بيانات عالية السرعة وإلكترونيات طيران محسّنة و «القدرة على نشر أسلحة متطورة حالية ومتوقعة بشكل معقول». ومن أمثلة هذه المقاتلات هي سوخوي Su-30SM / Su-30 MKI / Su-34 / Su-35، والشنيانغ J-11D / J-15B / J -16، Chengdu J-10B / C، والـ Mikoyan MiG-35، والـ Eurofighter Typhoon، والـ Boeing F/A-18E/F Super Hornet ، والـ Lockheed Martin F-16E/F، والـ McDonnell Douglas F-15E، والـ Tejas Mark 1A ،JF-17 block III، والـ Saab JAS 39 Gripen، والـ Mitsubishi F-2،  والرافال.

## اعتبارات التصميم

### الأداء
كان الأداء العام التقليدي هو أهم فئة من خصائص التصميم، حيث أنه يمكّن المقاتلة من الحصول على موقع مناسب لاستخدام أسلحتها بينما يجعل العدو غير قادر على استخدام أسلحته. يمكن أن يحدث هذا على المدى الطويل (خارج النطاق المرئي أو BVR) أو قصير المدى (ضمن النطاق المرئي أو WVR). في المدى القصير، يكون الوضع المثالي هو الجزء الخلفي من طائرة العدو، حيث تكون غير قادرة على التصويب أو إطلاق الأسلحة ويكون العادم الساخن هدفًا جيدًا للصواريخ الموجهة بالأشعة تحت الحمراء. وفي نطاق BVR الأطول، يتم تحسين احتمال اعتراض صاروخ ناجح عن طريق الإطلاق بطاقة عالية، حركية (سرعة الطائرة نحو هدفها) والإمكانات (ميزة الارتفاع). القدرة على المناورة بعنف، ودون فقدان الطاقة في هذه الأثناء تزيد من فرصة التهرب من صواريخ العدو، أو الهروب خارج نطاق النيران المرتدة المحتملة.
ولهذين السيناريوهين مطالب متنافسة - يتطلب الاعتراض سرعة خطية ممتازة، بينما تتطلب اشتباكات ضمن النطاق المرئي أو WVR معدل دوران ممتاز، مع الحفاظ على السرعة، والتسارع السريع، وتوافر التحكم بسرعات منخفضة وزاوية هجوم عالية.
قبل السبعينيات، كان الرأي السائد في مجتمع الدفاع هو أن الصواريخ ستجعل القتال في مدى WVR عفا عليه الزمن وبالتالي ستصبح القدرة على المناورة عديمة الفائدة. وأثبتت التجربة القتالية أن هذا غير صحيح بسبب رداءة جودة الصواريخ والحاجة المتكررة لتحديد الأهداف بصريًا. وعلى الرغم من أن التحسينات في تكنولوجيا الصواريخ قد تجعل هذه الرؤية حقيقة واقعة، فقد أشارت التجربة إلى أن أجهزة الاستشعار ليست مضمونة وأن المقاتلات ستظل بحاجة إلى القدرة على القتال والمناورة في نطاقات قريبة. لذلك، في حين تم تصميم المقاتلات النفاثة من الجيل الثالث (كالـ على سبيل المثال، F-4 و MiG-23) كصواريخ اعتراضية مع التركيز الثانوي فقط على القدرة على المناورة، فقد تم إنزال الصواريخ المعترضة إلى دور ثانوي في الجيل الرابع، مع تركيز متجدد على المناورة. في حين أن المقايضات التي ينطوي عليها تصميم الطائرات المقاتلة تتحول مرة أخرى نحو تفاعل BVR، وإدارة البيئة المتقدمة لتدفق المعلومات العديدة في ساحة المعركة الحديثة، وقابلية المراقبة المنخفضة، ويمكن القول على حساب القدرة على المناورة في القتال القريب، يوفر تطبيق الدفع الموجه طريقة للحفاظ عليها، خاصة عند السرعة المنخفضة.
وهناك عاملان أساسيان يساهمان في القدرة على المناورة - مقدار الدفع الذي توفره المحركات، وقدرة أسطح التحكم في الطائرة على توليد قوى ديناميكية هوائية بكفاءة، وبالتالي حدوث تغييرات في اتجاه الطائرة. مناورات القتال الجوي (ACM) ينطوي على قدر كبير من إدارة الطاقة. كلما زادت الطاقة التي تتمتع بها المقاتلة، زادت المرونة التي يجب أن يتحرك بها حيث يريد. الطائرة التي لديها القليل من الطاقة لا تتحرك، وتصبح هدفا أعزل. لاحظ أن الدفع المتاح لا يعني بالضرورة السرعة؛ في حين أنه يعطي تسارعًا أكبر، يتم تحديد السرعة القصوى للطائرة أيضًا من خلال مقدار السحب الذي تنتجه. وهنا تكمن مقايضة مهمة واحدة. تتميز التكوينات منخفضة السحب بأجنحة صغيرة غالبًا ما تعطل تدفق الهواء بأقل قدر ممكن. ومع ذلك، فإن هذا يعني أيضًا أنها قللت بشكل كبير من قدرتها على تغيير تدفق الهواء للمناورة بالطائرة.

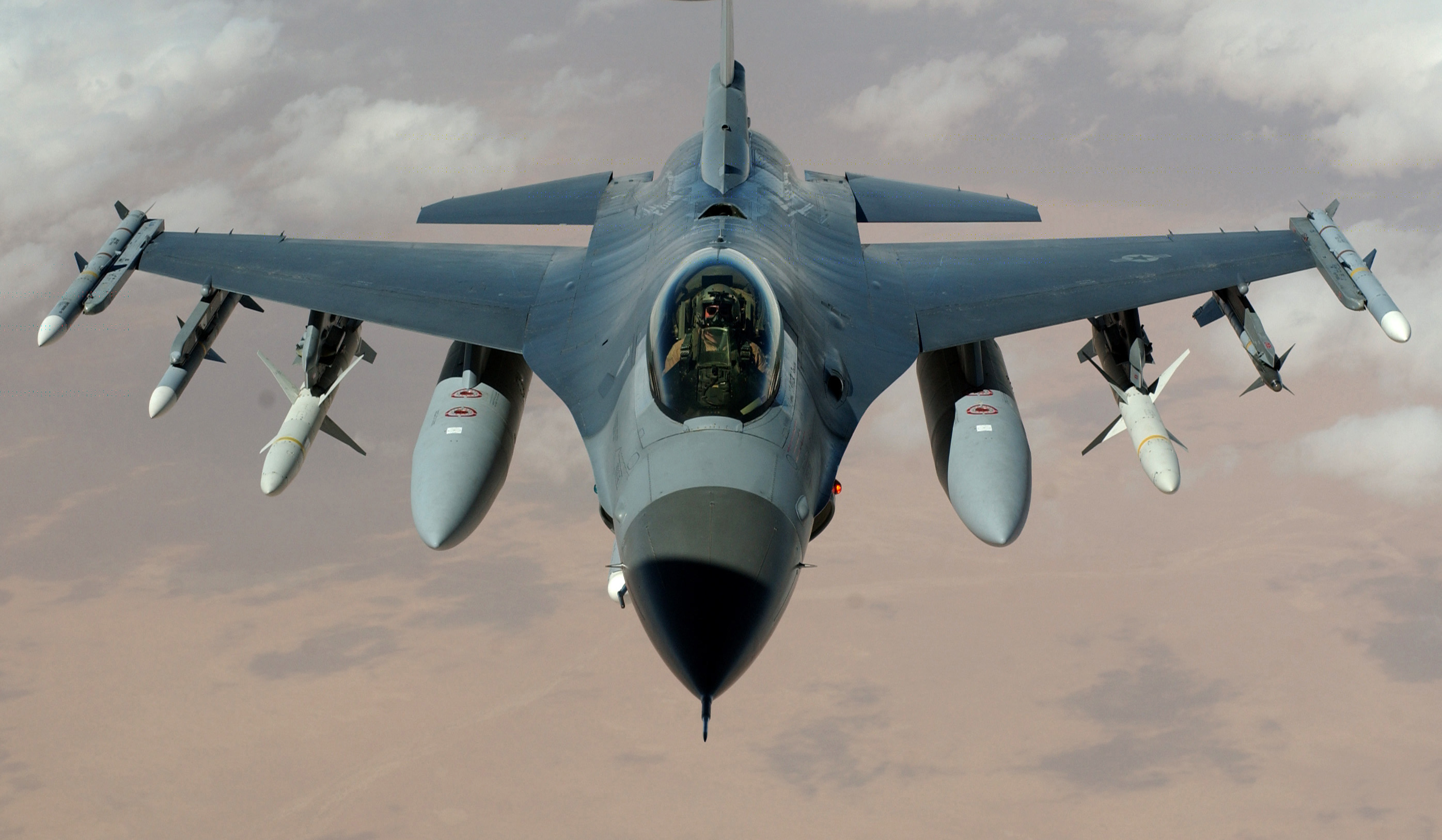
طائرة من طراز F-16 تابعة للقوات الجوية الأمريكية في مهمة بالقرب من العراق عام 2003

هناك نوعان من المؤشرات التقريبية لهذه العوامل. يمكن قياس قدرة الطائرة على الدوران تقريبًا من خلال تحميل جناحها، والذي يُعرّف بأنه كتلة الطائرة مقسومة على مساحة أسطح الرفع. الجناح ذو التحميل العالي لديه قدرة قليلة لإنتاج قوة رفع إضافية، وبالتالي لديه قدرة دوران محدودة، في حين أن الجناح الخفيف لديه قدرة رفع محتملة أكبر بكثير. المقياس التقريبي للتسارع هو نسبة الدفع إلى الوزن في الطائرة.

### الطيران بالسلك Fly-by-wire

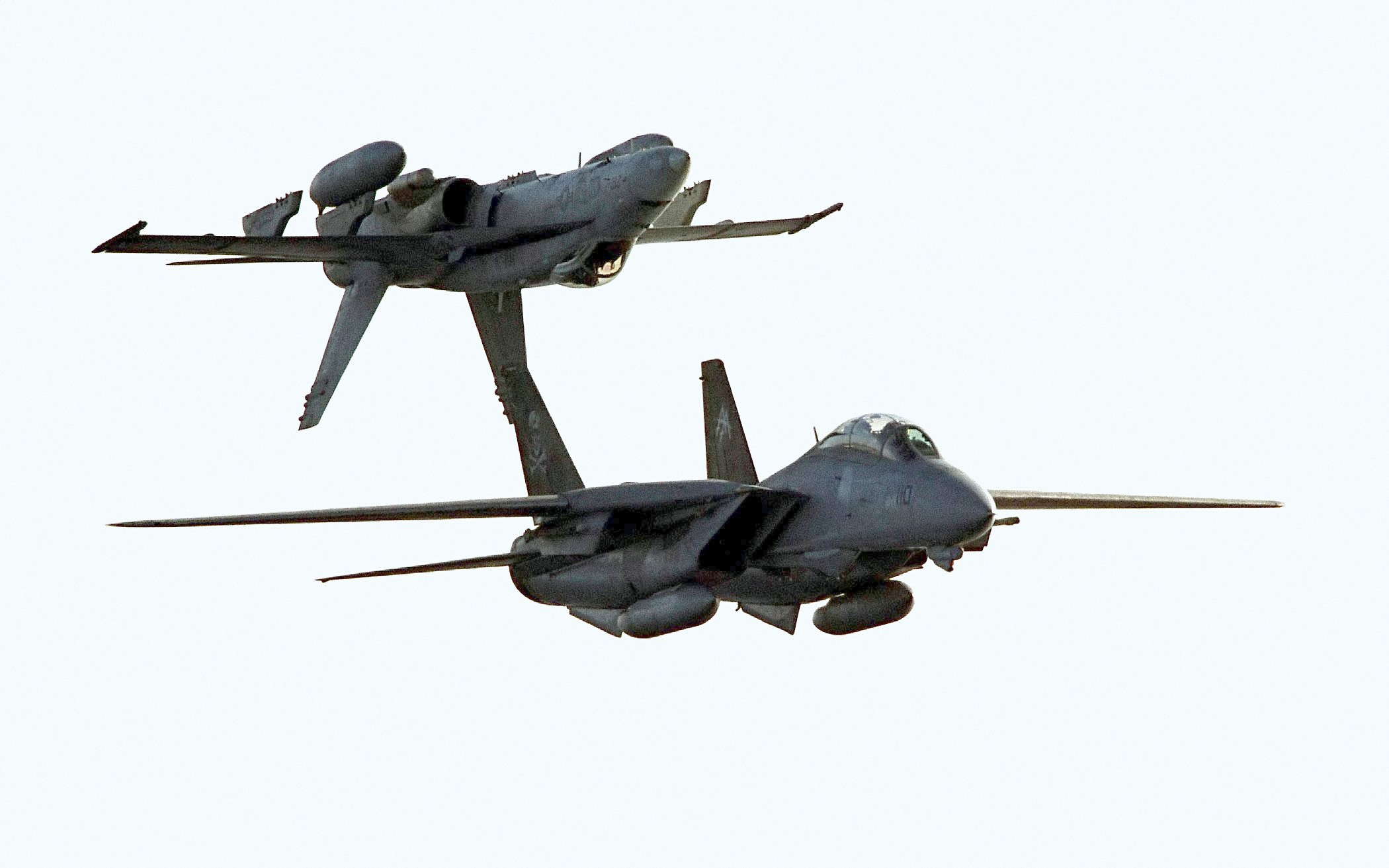
الـ F/A-18 تطير مقلوبة فوق الـ F-14، وهذا مثال على التحكم في الطيران بالسلك.

أحد الابتكارات الجديدة في الجيل الرابع من المقاتلات النفاثة وهو الطيران سلكيًا، بينما قدم الجيل 4.5 رادارًا نشطًا ذو مصفوفة ممسوحة إلكترونيًا.
تم تطوير مشروع الـ YF-16 في النهاية إلى الطائرة F-16 Fighting Falcon، وكانت هذة أول طائرة في العالم مصممة عن قصد لتكون غير مستقرة من الناحية الديناميكية الهوائية. تم دمج هذه التقنية، المسماة «الاستقرار الساكن المريح _ Relaxed Static Stability»، لتعزيز أداء الطائرة. ويتم تصميم معظم الطائرات بتقنية الاستقرار السكوني الإيجابي، الذي يدفع الطائرة للعودة إلى موضعها الأصلي بعد اضطراب. ومع ذلك، فإن الاستقرار السكوني الإيجابي، والميل إلى البقاء في موقفه الحالي، يعارض جهود الطيار في المناورة. من ناحية أخرى، فإن الطائرة ذات الاستقرار الثابت السلبي، في حالة عدم وجود مدخل تحكم، ستنحرف بسهولة عن الطيران المستوي والتحكم فيه.
لذلك يمكن جعل الطائرة ذات الاستقرار السكوني السلبي أكثر قدرة على المناورة. في السرعات الجوية الأسرع من الصوت، ويمكن للطائرة المستقرة سلبًا أن تظهر استقرارا ثباتًا إيجابيًا بسبب انتقال المركز الديناميكي الهوائي. لمواجهة هذا الميل للابتعاد عن الطيران المتحكم فيه - وتجنب الحاجة إلى مدخلات تقليم دقيقة ثابتة من قبل الطيار - تحتوي طائرة الجيل الرابع على نظام تحكم طيران رباعي (أربع قنوات) (FBW) (FLCS). يقبل كمبيوتر التحكم في الطيران، وهو المكون الرئيسي لـ FLCS، مدخلات الطيار من عناصر التحكم في العصا والدفة، ويتعامل مع أسطح التحكم بطريقة تؤدي إلى تحقيق النتيجة المرجوة دون التسبب في فقدان التحكم. وتأخذ FLCC أيضًا آلاف القياسات في الثانية من موقف الطائرة، وتقوم تلقائيًا بإجراء تصحيحات لمواجهة الانحرافات عن مسار الرحلة التي لم يدخلها الطيار. ويتم أيضًا تحقيق الدوران المنسق بالطريقة نفسها، حيث تتم معالجة آلاف التعليمات في الثانية لمزامنة الانحراف واللف لتقليل سحب الانزلاق بالتناوب.
احتفظت المقاتلات الأمريكية المبكرة من الجيل الرابع مثل الـ F-15 Eagle والـ F-14 Tomcat بهيدروليكيات الطيران الكهروميكانيكي، في حين أن بدائلها الأحدث والأرخص، كالـ F-16 Fighting Falcon والـ F/A-18 Hornet، تضمنت الطيران بالسلك. في حين أن الأصدارات الأحدث من الـ F-15، كالـ F-15SA Strike Eagle التابعة للمملكة العربية السعودية، لديها نظام طيران بالسلك بسلك بدلاً من نظام إيجلز الإلكترو-ميكانيكي الهجين السابق.

### الدفع الموجه Thrust vectoring

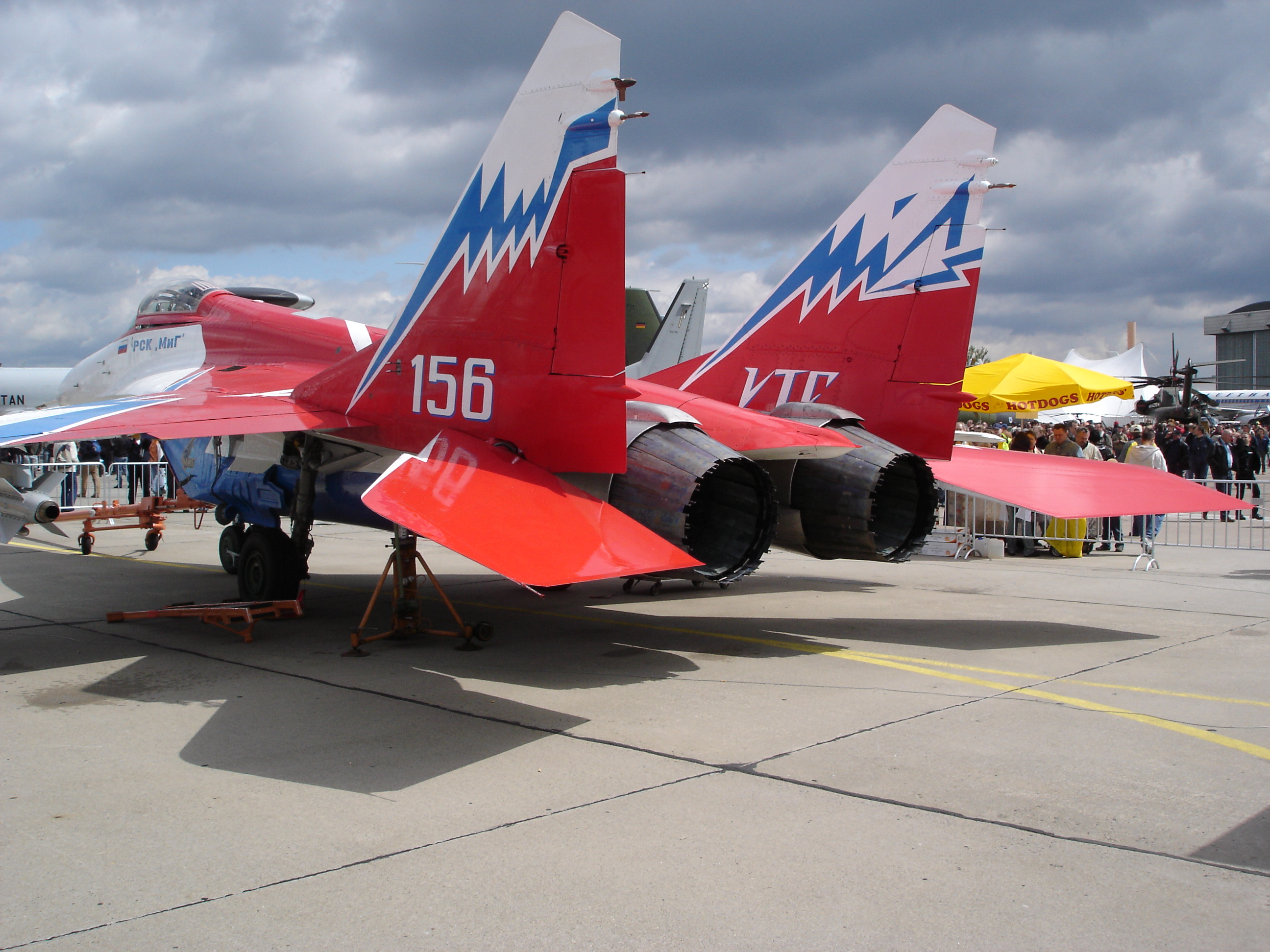
الـ MiG-29OVT مزودة بمحرك دفع موجه.

تعتبر تقنية الدفع الموجهة تقنية لتعزيز قدرة المناورة الفائقة للمقاتل، والتي تم تقديمها لأول مرة في المقاتلات السوفيتية. من خلال إعادة توجيه العادم النفاث، من الممكن ترجمة قوة المحرك مباشرة إلى اتجاهات متغيرة بشكل أكثر كفاءة من خلال أسطح التحكم في الطائرة. وقد كانت الـ Sukhoi Su-27 هي أول طائرة تعرض علنًا تقنيات الدفع الموجه للميل (تسمى 2D TVC)، مما يجعل الطائرة عالية القدرة على المناورة، وقادرة على سرعة طيران قريبة من الصفر في زوايا هجوم عالية دون توقف، وتمارين ديناميكية بسرعات منخفضة مثل حركات الـ Pugachev كوبرا. و TVC ثلاثية الأبعاد فوهات للـ Sukhoi Su-30MKI يتم تركيبها بمقدار 32 درجة باتجاه الخارج إلى محور المحرك الطولي (أي في المستوى الأفقي) ويمكن انحرافها بمقدار ± 15 درجة في المستوى الرأسي. ينتج عن هذا تأثير المفتاح، مما يعزز بشكل كبير من قدرة الدوران للطائرة. تسمح طائرة الـ MiG-35 بمحركاتها RD-33OVT مع فوهات الدفع الموجهة بأن تكون أول طائرة ذات محركين مع فوهات متجهة يمكنها التحرك في اتجاهين (أي 3D TVC). الطائرات الموجهة الأخرى الحالية، مثل الـ F-22، لها فوهات تتجه في اتجاه واحد. تم تركيب هذه التقنية على الـ Sukhoi Su-47 Berkut والمشتقات اللاحقة. استكشفت الولايات المتحدة ملاءمة التكنولوجيا لطائرات الـ F-16 والـ F-15، ولكن تم تقديمها فقط على الـ F-22 Raptor.

### الطيران الفائق Supercruise

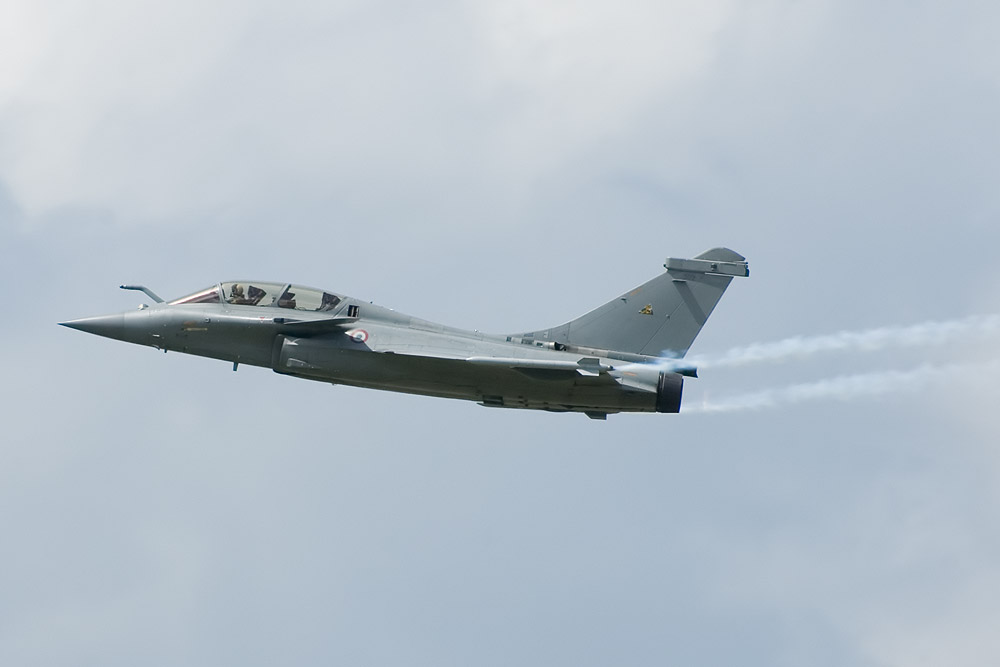
تعتبر الـ Rafale أفضل مقاتلة حتى الآن في قدرات الطيران الفائق.

الطيران الفائق هي قدرة الطائرة على الطيران بسرعات تفوق سرعة الصوت بدون الاحتراق اللاحق. وبحمولة أسلحة متكاملة.
بسبب تأثير عوامل السحب، تواجه المقاتلات التي تحمل مخازن أسلحة خارجية تفاوتًا متزايدًا في السحب بالقرب من سرعة الصوت. هذا يمكن أن يمنع التسارع الآمن من خلال نظام التحكم في سرعة قريبة من سرعة الصوت أو يجعل الوقود باهظ الثمن للغاية بحيث لا يكون فعالاً في المهام. وفي الوقت نفسه، فإن الحفاظ على سرعة تفوق سرعة الصوت دون استخدام (دوري) للحارق اللاحق يوفر كميات كبيرة من الوقود أيضًا، مما يزيد من النطاق الذي يمكن للطائرة في الواقع الاستفادة من أدائها الكامل.
ووفقًا لسلاح الجو الألماني، يمكن للمقاتلة تايفون الطيران بسرعة 1.2 ماخ دون احتراق. وكما تدعي الشركة المصنعة أن السرعة القصوى الممكنة بدون إعادة التسخين عي 1.5 ماخ. أظهر الإصدار التدريبي EF T1 DA طيران فائق اقترب من 1.21 ماخ. مع صاروخين طراز SRAAM وأربعة صواريخ MRAAM وخزان وقود إسقاطي (بالإضافة إلى 1 طن من معدات اختبار الطيران، بالإضافة إلى وزن إضافي قارب 700 كجم للإصدار التدريبي) خلال تقييم سنغافورة.

### إلكترونيات الطيران ِAvionics

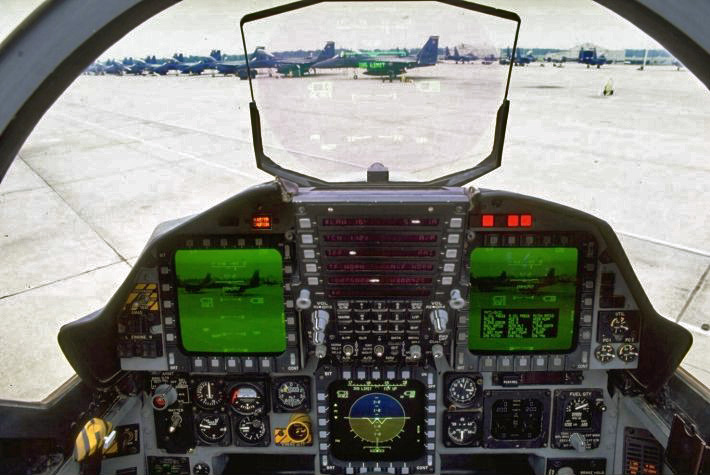
قمرة قيادة مقاتلة الـ F-15E تابعة للقوات الجوية الأمريكية

إلكترونيات الطيران مصطلح شامل للأنظمة الإلكترونية على متن الطائرة، والتي تزداد تعقيدًا وأهمية. تتمثل العناصر الرئيسية لإلكترونيات الطيران في الطائرة في أنظمة الاتصال والملاحة وأجهزة الاستشعار (الرادار والأشعة تحت الحمراء) وأجهزة الكمبيوتر وناقل البيانات وواجهة المستخدم. نظرًا لأنه يمكن استبدالها بسهولة مع توفر التقنيات الجديدة، غالبًا ما يتم ترقيتها على مدى عمر الطائرة. عدد من طائرات الـ F-15C Eagles، النوع الذي تم إنتاجه لأول مرة في عام 1978، تلقى ترقيات في عام 2007 مثل رادار AESA جديد ونظام التهديف المثبت على الخوذة المشتركة وستتلقى ترقية من معيار 2040C Eagle لإبقائها في الخدمة حتى عام 2040، وذلك بفضل الحجم الكبير والعمر الطويل لهيكل الطائرة.
التفاصيل حول هذه الأنظمة سرية للغاية. وبالتالي، فإن العديد من طائرات التصدير قد خفضت مستوى إلكترونيات الطيران، وغالبًا ما يستبدلها المشترون بإلكترونيات الطيران المطورة محليًا، والتي تعتبر أحيانًا متفوقة عن الأصلية. ومن الأمثلة على ذلك، بيع الـ Sukhoi Su-30MKI للهند، والـ F-15I والـ F-16I لإسرائيل، والـ F-15K المباعة إلى كوريا الجنوبية.

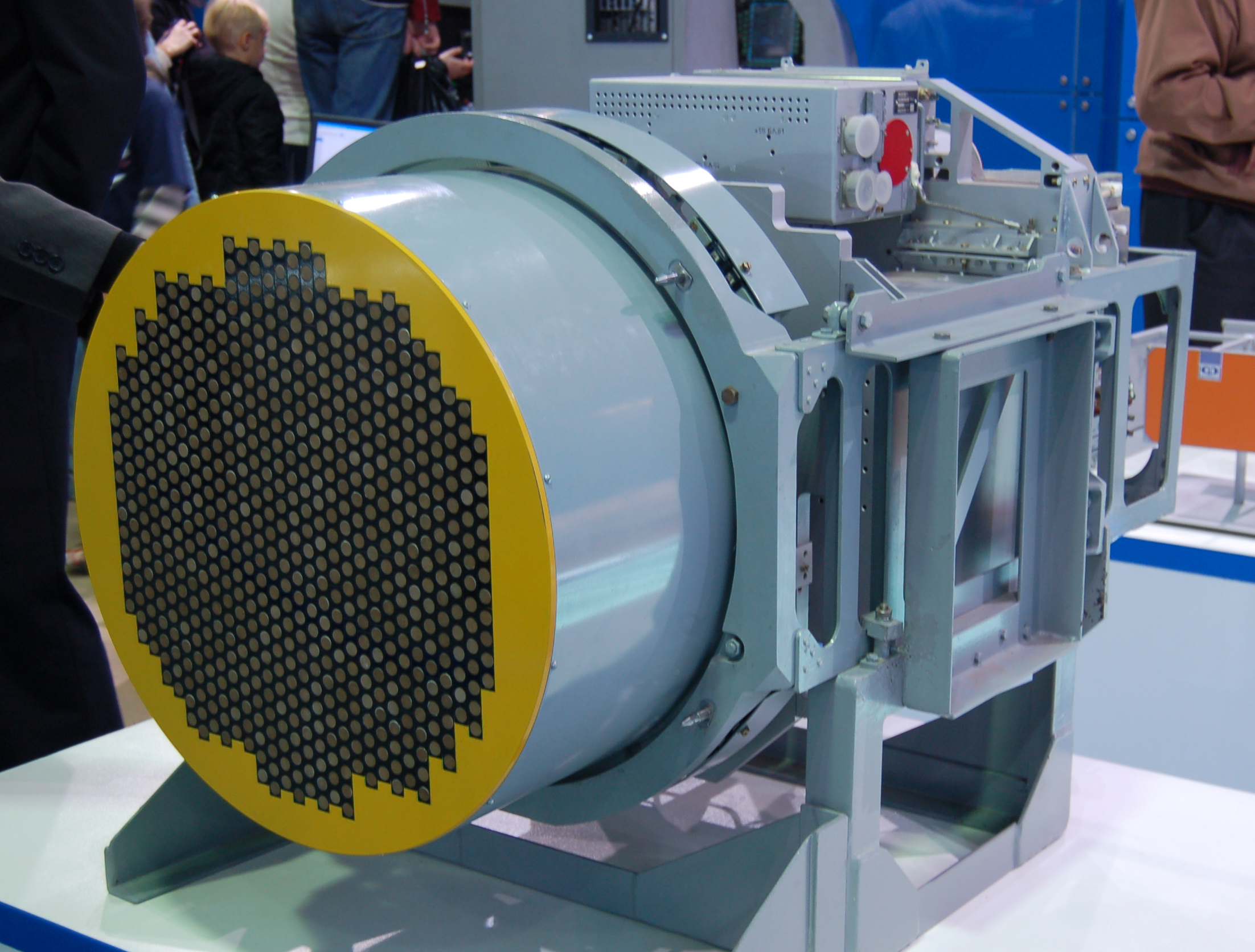
رادار Zhuk-AE النشط الاليكتروني الممسوح ضوئيًا

يعتبر الرادار هو جهاز الاستشعار الأساسي لدى جميع المقاتلات الحديثة. وزودت الولايات المتحدة أول طائرتها المقاتلة من طراز F-15C برادارات طراز AN/APG-63(V)2 الاليكترونية نشطة ممسوحة ضوئيًا، والتي لا تحتوي على أجزاء متحركة وقادرة على إسقاط شعاع أكثر إحكامًا ومسحًا أسرع. وفي وقت لاحق، تم تزويد كلا من المقاتلتين F/A-18E/F Super Hornet والـ F-16 Block 60 (النسخة التصديرية) به، وسيتم تزويد المقاتلات الأمريكية المستقبلية به أيضا. وزودت فرنسا أول رادار AESA أصلي، طراز RBE2 الذي بناه طورتة شركة تاليس في فبراير 2012  لاستخدامه على متن الرافال. ويمكن أيضًا تعديل الـ Mirage-2000 لاستيعاب الـ RBE2 أيضا. ويقوم اتحاد أوروبي بتطوير الرادار Euroradar CAPTOR الخاص بة للاستخدامه مستقبل على التايفون. وتمتلك روسيا رادار AESA على طائراتها MIG-35 وأحدث إصداراتها من طراز Su-27. بالنسبة للجيل التالي من الـ F-22 والـ F-35، ستستخدم الولايات المتحدة قدرة منخفضة لاحتمال اعتراض (LPI). وسيؤدي ذلك إلى نشر طاقة نبضة الرادار على عدة ترددات، حتى لا تتعطل أجهزة استقبال تحذير الرادار التي تحملها جميع الطائرات.

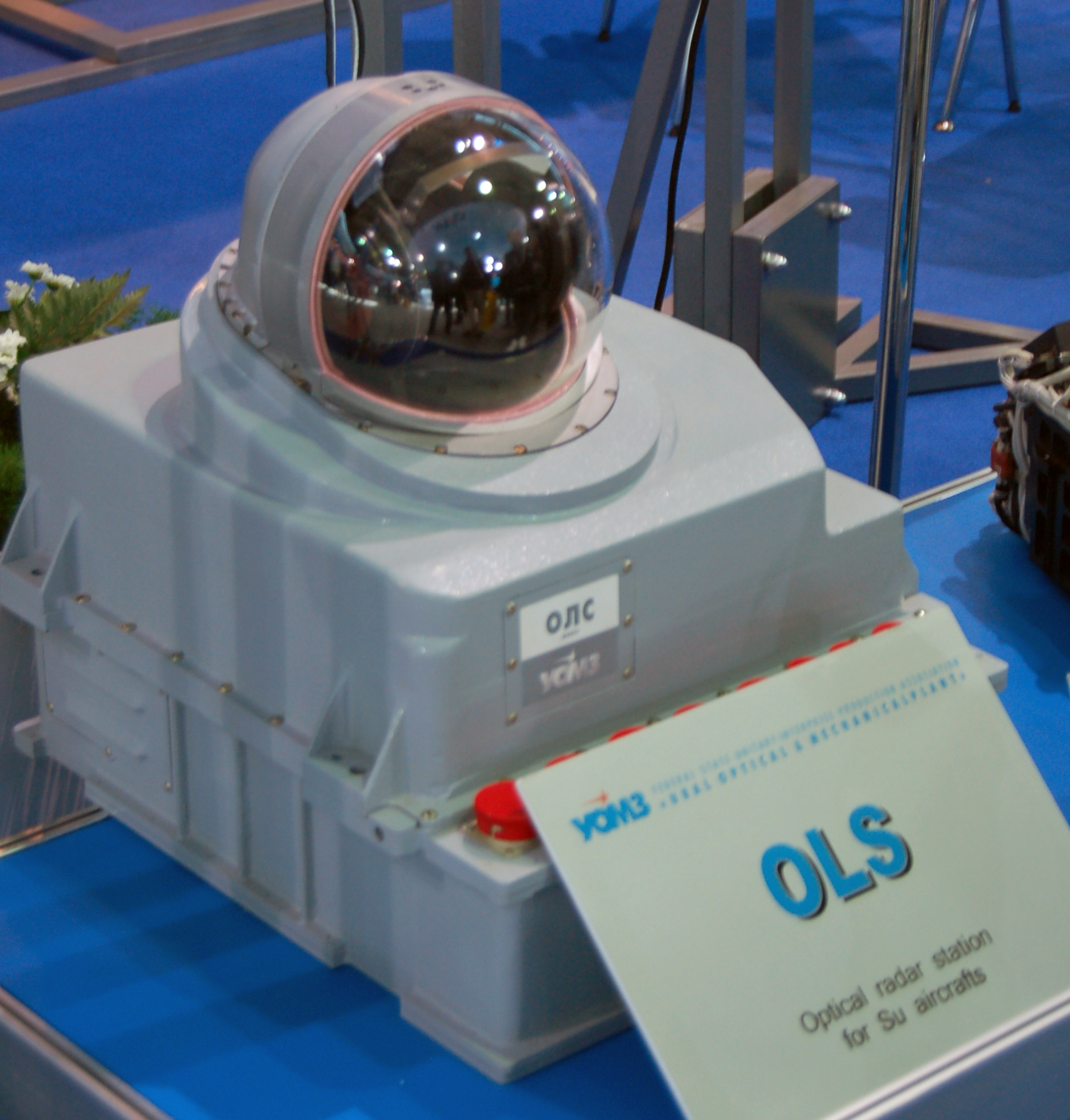
OLD-30 هو جهاز التتبع بالأشعة تحت الحمراء

وردا على التركيز الأمريكي المتزايد على التصاميم الشبحية المضللة الرادار، تحولت روسيا إلى تطوير أجهزة الاستشعار بالأشعة تحت الحمراء البديلة، مع التركيز على البحث بالأشعة تحت الحمراء وتتبع أجهزة الاستشعار (IRST)، والتي تم تزويد المقاتلتين الأمريكيتين F-101 Voodoo والـ F-102 Delta Dagger لأول مرة في القرن الماضي، للكشف عن الأهداف المحمولة جواً وتتبعها. وهي تقيس الأشعة تحت الحمراء المنبعثة من الأهداف. كمستشعر سلبي، له نطاق محدود، ولا يحتوي على بيانات متأصلة حول موقع واتجاه الأهداف - يجب استنتاجها من الصور الملتقطة. ولتعويض ذلك، يمكن أن تتضمن أنظمة الـ IRST أداة تحديد المدى بالليزر من أجل توفير حلول كاملة للتحكم في اطلاق نيران المدافع أو لإطلاق الصواريخ. وباستخدام هذه الطريقة تمكنت الـ MiG-29 الألمانية من استخدام أنظمة IRST المثبتة على الخوذة من الحصول على اقفال صاروخي بكفاءة أكبر من الـ F-16 الأمريكية في تدريبات المناوراة. وأصبحت مستشعرات الـ IRST قياسية في الطائرات الروسية. باستثناء الـ F-14D (المتقاعد رسميًا اعتبارًا من سبتمبر 2006)، وحينها لا تحمل أي مقاتلة غربية من الجيل الرابع وأجهزة استشعار الـ IRST المدمجة للكشف جوًا، وعلى الرغم من استخدام الـ FLIR المماثل غالبًا للحصول على أهداف أرضية.
ومع ذلك، بدأت مقاتلات الجيل 4.5 في إدخال أنظمة IRST المتكاملة، مثل الـ Rafale الذي يتميز بميزة IRST المدمجة من Optronique، وهي ميزة تم تبنيها في وقت مبكر جدًا في تصميمها باعتبارها طائرة مقاتلة «شاملة». وقدمت الـ Eurofighter Typhoon نظام PIRATE-IRST (بدءًا من طائرة Tranche 1 Block 5، بينما يتم تحديث الطائرات التي تم بناؤها سابقًا منذ ربيع 2007) وستحتوي طائرات الـ F-35 على مستشعرات طراز PIRATE-IRST مدمجة، وهي ميزة تم تبنيها في وقت مبكر من التصميم، وفي الوقت نفسه بدءًا من عام 2012، سيكون لدى المقاتلة Super Hornet أيضًا نظام الـ IRST.
من الصعب تحديد الآثار التكتيكية لقدرات الحوسبة ونقل البيانات للطائرات. سيسمح ناقل الكمبيوتر الأكثر تطوراً باستخدامات أكثر مرونة لإلكترونيات الطيران الحالية. على سبيل المثال، يُعتقد أن الطائرة F-22 قادرة على تشويش أو إتلاف إلكترونيات العدو من خلال التطبيق المركّز للرادار الخاص بها. من السمات الحاسوبية ذات الأهمية التكتيكية الكبيرة ورابط البيانات. جميع الطائرات الأوروبية والأمريكية الحديثة قادرة على مشاركة بيانات الاستهداف مع المقاتلات المتحالفة وطائرات القيادة والسيطرة والإنذار المبكر. وتمتلك الـ MiG-31 الروسية بعض القدرة على ربط البيانات، لذلك من المعقول افتراض أن الطائرات الروسية الأخرى يمكنها أيضًا القيام بذلك. وتسمح مشاركة بيانات الاستهداف وأجهزة الاستشعار للطيارين بوضع مستشعرات مشعة عالية الوضوح بعيدًا عن قوات العدو وساحة الأشتباك، أثناء استخدام تلك البيانات لتوجيه المقاتلات المطفأة الرادار نحو العدو.

### تكنولوجيا التخفي Stealth
تقنية التخفي هي امتداد لمفهوم تمويه الطائرات ضد الرادارات الحديث وأجهزة استشعار الأشعة تحت الحمراء. وعلى الرغم من عدم جعل الطائرة «غير مرئية» كما هو مفهوم بشكل عام، فإن التخفي يجعل من الصعب تمييز الطائرة بين السماء أو السحب أو الطائرات البعيدة، مما يمنحها ميزة تكتيكية كبيرة. في حين أن المبادئ الأساسية لتشكيل الطائرات لتجنب الاكتشاف كانت معروفة على الأقل منذ الستينيات، لم يكن الأمر كذلك حتى توفرت أجهزة الكمبيوتر العملاقة التي تشكل الحسابات التي يمكن إجراؤها من كل زاوية، وهي مهمة معقدة. أدى استخدام التصميم بمساعدة الكمبيوتر، جنبًا إلى جنب مع المواد الماصة للرادار، إلى إنتاج طائرات ذات مقطع عرضي راداري منخفض بشكل كبير (RCS) حيث كان من الصعب اكتشافها على الرادار. وفي الوقت نفسه، فإن التقدم في التحكم الرقمي في الطيران يجعل من السهل تعويض التأثيرات المزعزعة للاستقرار أو السيطرة على تعديلات الشكل.

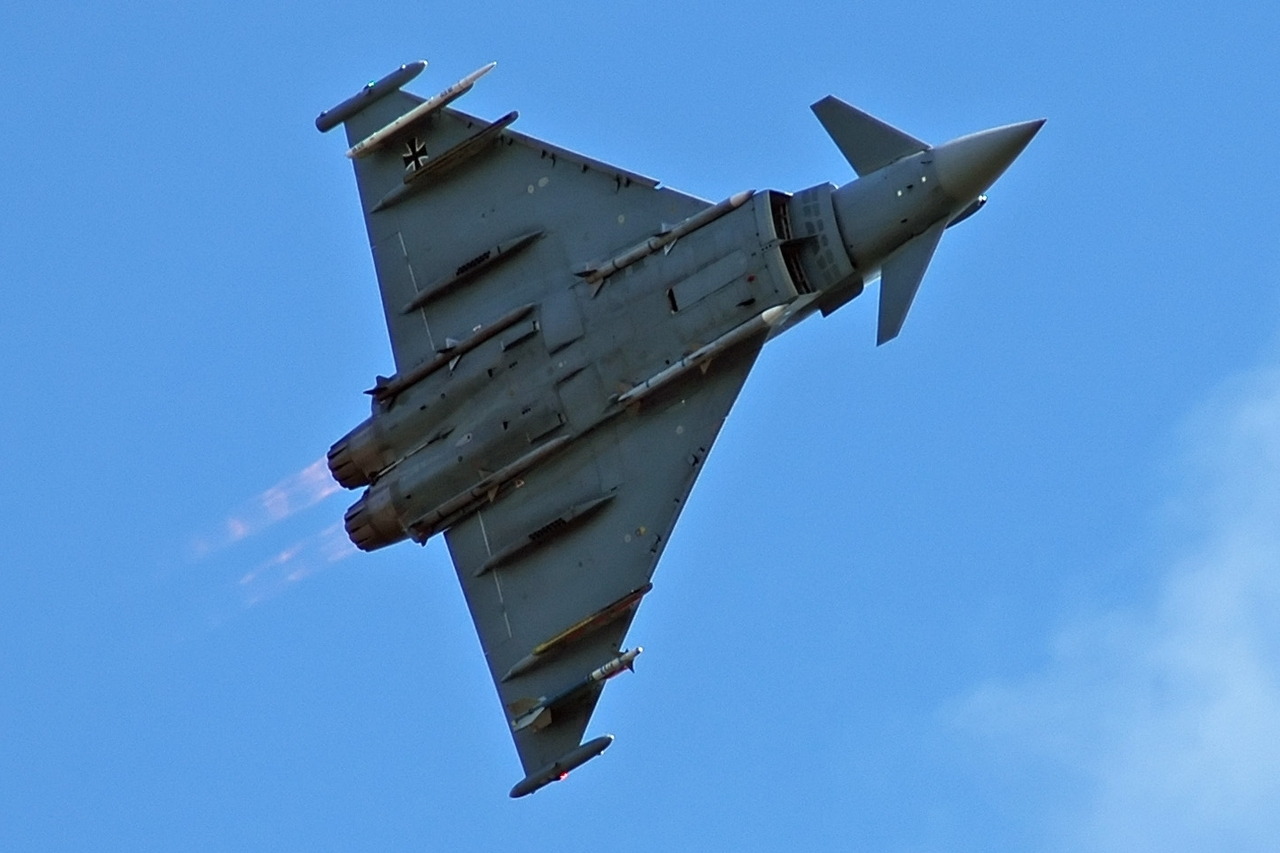
تستخدم الـ يوروفايتر تايفون مداخل نفاثة تخفي مقدمة المحرك النفاث (هدف رادار قوي) عن الرادار. العديد من أهداف الرادار المهمة، مثل الحواف الأمامية للجناح والزعانف والجنيحات الأمامية، لعكس طاقة الرادار بعيدًا عن القطاع الأمامي.

خلال السبعينيات من القرن الماضي، أدى المستوى الأولي للتخفي (كما يظهر في التصميم ذي الأوجه للطائرة F-117 Nighthawk) إلى عقوبة أداء شديدة للغاية لاستخدامها كمقاتلة. وقد أتاحت أجهزة الكمبيوتر الأسرع تصميمات أكثر سلاسة مثل الـ B-2 Spirit، وتم التفكير في تطبيق الأفكار الأساسية لتقليل البصمة الرادارية RCS للطائرات المقاتلة. يتم دمج هذه التقنيات أيضًا مع طرق تقليل توقيع الأشعة تحت الحمراء والتوقيع البصري والتوقيع الصوتي للطائرة. في حين أن المقاتلات المصنفه من الجيل 4.5 بموجب النظام الذي طورته الولايات المتحدة بدمج بعض الميزات التي لا يمكن ملاحظتها، فإن ما يسمى بمقاتلات الجيل الخامس تم تصميمها بشكل أكثر وضوحًا مع اعتبار ذلك أولوية عالية جدًا. إن إدراج هذا كمعيار لتعيين «الجيل الخامس» يخدم في توضيح الدرجة التي يبدو أن الشركات المصنعة الأمريكية وعملائها يخصصون قيمة لهذه القدرة.
هناك بعض التقارير التي تفيد بأن إلكترونيات الطيران الـ Rafale، وهي منظومة الحرب الاليكترونية Thales Spectra، تتضمن تقنية التشويش والخداع بالرادار «الخفية» وأنظمة للإلغاء النشط لـ RADAR المماثلة لأنظمة إخماد الضوضاء الصوتية في الـ Bombardier Dash 8. تجعل أجهزة التشويش التقليدية تحديد موقع الطائرة أكثر صعوبة، لكن عمليتها نفسها قابلة للاكتشاف، حيث تم تصميم الصواريخ مؤخرًا لمحاولة تتبع التشويش نفسه. يُفترض أن النظام الفرنسي يتدخل في الكشف دون الكشف عن أن التشويش قيد التشغيل.
يجب أن يكون مثل هذا النظام من حيث المبدأ قادرًا على جعل الطائرة غير مرئية تمامًا، إذا كان من الممكن تقليد توقيع RADAR بشكل نشط (كإلغاء جميع الانعكاسات، والتعويض عن أي ظل RADAR) ولكن مثل هذا النظام سيكون صعبًا للغاية وهو غير متصور. وفي الوقت نفسه، فإن الفعالية الحقيقية للأنظمة التي يُزعم وجودها غير معروفة.
يستمر البحث في طرق أخرى لتقليل إمكانية المراقبة بواسطة الرادار. وهناك مزاعم بأن الباحثين الروس يعملون على «التخفي بالبلازما».
توجد بأي حال من الأحوال طرق للكشف عن المقاتلات غير الرادار. على سبيل المثال، يمكن لأجهزة الاستشعار التي تعمل بالأشعة تحت الحمراء السلبية الكشف عن حرارة المحركات، وحتى صوت دوي اختراق الصوت (الذي ستصنعه أي طائرة تفوق سرعة الصوت) يمكن تتبعه باستخدام شبكة من أجهزة الاستشعار وأجهزة الكمبيوتر. ومع ذلك، فإن استخدام هذه المعلومات لتوفير معلومات استهداف دقيقة لصاروخ بعيد المدى أقل وضوحًا بكثير من الرادار.
تستخدم المقاتلة الإسرائيلية الـ IAI Lavi مدخل هواء على شكل S يمنع موجات الرادار من الانعكاس عن مراوح ضاغط المحرك، مما يقلل بشكل كبير من المقطع العرضي للرادار RCS الأمامي. وهذا مشابه للتخطيط على مشروع مقاتلة الشبح الـ YF-23 الأمريكية.

## الأداء القتالي
تمتلك مقاتلات الـ F-15 والـ F-16 أول وثاني أفضل سجلات قتالية شاملة للمقاتلات النفاثة الحديثة - دمج السجلات القتالية للطائرتين النفاثتين في خدمة القوات الجوية الإسرائيلية في نزاعات مختلفة، تليها كلتا الطائرتين في خدمة القوات الجوية الأمريكية أثناء غزو العراق عام 1991. وتمتلك طائرات الـ F-15 سجلًا قتاليًا مزعومًا بلغ 101 انتصارًا وخسائر صفرية في القتال الجوي الفعلي.
- حرب لبنان 1982: عزا سلاح الجو الإسرائيلي الفضل لطائراته من طراز F-15 وF-16 إلى 86 عملية قتل جو-جو، لطائرات من طراز MiG-21 وMiG-23، بينما تتعرض المقاتلات الإسرائيلية لأية خسائر.
- الحرب العراقية الإيرانية: استخدمت إيران طائراتها من طراز F-14 ونشر العراق طائراتة من طراز MiG-29، على الرغم من عدم وجود تقارير عن اشتباك نوعي لهذه الطائرات مع بعضهما بالفعل.
- حرب الخليج:
  - في 17 ياناير/كانون الثاني عام 1991، في الليلة الأولى من هجوم قوات الغزو، أسقطت طائرة من طراز MiG-25 PD عراقية طائرة تابعة للبحرية الأمريكية من طراز F/A-18C (يقودها LCdr Scott Speicher)، والتي سقطت على بعد 29 ميلاً بحريًا (54 كم) جنوب شرق من بغداد.[23][24]
  - أسقطت طائرات القوات الجوية الأمريكية من طراز F-15 خمس طائرات MiG-29 عراقية.[25]
- حرب كوسوفو 1999:
  - أسقطت طائرة هولندية من طراز F-16 أخرى يوغوسلافية من طراز MiG-29A، كما أسقطت طائرة من طراز F-16 تابع للقوات الجوية الأمريكية طائرة MiG-29A.[26][27]
  - أسقطت طائرات القوات الجوية الأمريكية طراز F-15 أربع طائرات MiG-29.[26]
- الحرب الإثيوبية الإريترية: في فبراير 1999، ووفقًا لبعض التقارير، أسقط طائرات إثيوبية من طراز Su-27 أربعة طائرات طراز MiG-29 إريترية. وتزعم بعض هذه المصادر أن الطائرات الإثيوبية كان يقودها طيارون روس، والطائرات الإريترية كان يقودها طيارون من أوكرانيا (من المؤكد أنه تم تدريب الطيارين المحليين من قبل مدربين من تلك الدول.).[28]
- الحرب السوفيتية الأفغانية:
  - بين مايو 1986 ونوفمبر 1988، أسقطت طائرات F-16 الباكستانية ثمانية طائرات على الأقل تسللت من أفغانستان. الثلاثة الأولى من هؤلاء كانت أثنتين طراز Su-22، وواحدة من طراز An-26. أما المتسللون الخمسة الباقون فكانوا (طائرتان من طراز Su-22 واثنتان من طراز MiG-23 وواحدة من طراز Su-25).

تمارس القوات الجوية المختلفة بانتظام ضد بعضها البعض في التدريبات، وعندما تطير بطائرات مختلفة، يمكن الحصول على بعض المؤشرات على القدرات النسبية للطائرة.

## مقاتلات الجيل الرابع
- إف-16 ذائعة الصيت وهي أمريكية الصنع وتمتلكها من بين الدول العربية الأمارات العربية المتحدة ومصر والمغرب و (العراق)
- إف-14 الأمريكية
- إف-15 الأمريكية والتي استعملتها السعودية ضد العراق في حرب الخليج الثانية وكذلك تستعملها إسرائيل.
- إف-18 والتي تمتلكها الكويت.

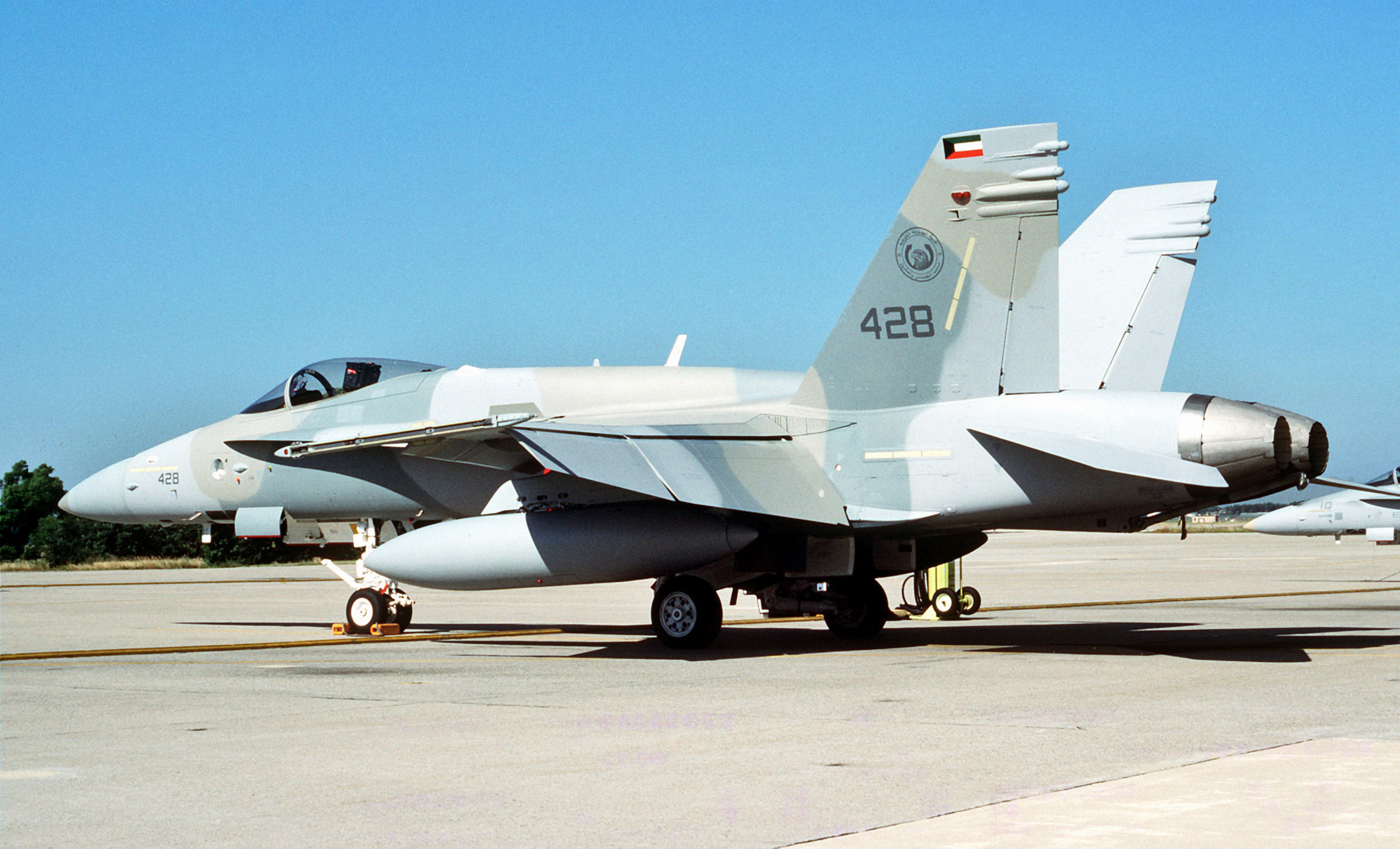
المقاتلة الكويتية إف 18

- تورنادو من صنع تحالف أوروبي وتمتلكها القوات الجوية الملكية السعودية.
- داسو ميراج 2000 الفرنسية وتمتلكها الإمارات العربية المتحدة وقطر ومصر.
- ميكويان ميج-29 وتملتكلها الجزائر والسودان واليمن وكذلك سوريا وإيران بالإضافة إلى العراق سابقا.
- ميكويان ميج-31 وتمتلكها سوريا
- سوخوي سو-27 الروسية
- جيه إف-17 ثاندر الصين وباكستان.
- تشنغدو جيه-10 الصينية.
- شنيانغ جيه -11 الصينية.
- ايكسيان 7
- شينغ كو 1

## الجيل الرابع ونصف
أشهر مقاتلات هذا الجيل هي إف/إيه-18إي/إف سوبر هورنت الأمريكية وترتكز مقاتلات هذا الجيل على تقنية التخفي لما لها من مقطع عرضي راداري Radar cross-section صغير وكذلك صنع بدن الطائرة من مواد ماصة للرادار بدلًا من أن تعكسها على الكاشوف، كما زودت مقاتلات هذا الجيل بإمكانيات إلكتروطيرانية أعلى، وفي الغالب تحتكر الدول المصنعة لهذه الطائرات امتلاكها حتى إشعار آخر والهدف من ذلك أن تسبق بقية الدول بمسافة جيل على الأقل.
من مقاتلات هذا الجيل إضافة لما ذكر:
- إف-15 النسر الصامت الأمريكية.
- داسو رافال الفرنسية.
- ميج 29 كي الروسية.
- يوروفايتر تايفون وتمتلك السعودية 72 مقاتلة منها.
- ساب جاس-39 غربين السويدية.
- سوخوي سو-34 الروسية.
- سوخوي سو-35 الروسية.
- سوخوي سو-47 الروسية.
- سوخوي سو-30 إم كي آي الهندوروسية.

وتغيب الهيمنة الأمريكة على مقاتلات هذا الجيل بسبب توجهها مباشرة سابقة الكل إلى مقاتلات الجيل الخامس عبر عدة مقاتلات

## الطائرات
| الطائرة | الطائرة                               | المواصفات |
| --- | ------------------------------------- | --- |
| Grumman F-14 Tomcat | Grumman F-14 Tomcat                   | الطول: 19.10 م باع الجناح: 19.55/11.58 م مساحة الجناح: 54.50 م2 الوزن فارغ: 19,838 كغم وزن الاقلاع الأقصى: 33,730 كغم السرعة القصوى: 2,485 كم/ساعة المدى: 2,960 كم سقف الخدمة: 15,200 م فوة الدفع: 2 × 61.4 kN/123.7 kN |
| | الولايات المتحدة                      | الطول: 19.10 م باع الجناح: 19.55/11.58 م مساحة الجناح: 54.50 م2 الوزن فارغ: 19,838 كغم وزن الاقلاع الأقصى: 33,730 كغم السرعة القصوى: 2,485 كم/ساعة المدى: 2,960 كم سقف الخدمة: 15,200 م فوة الدفع: 2 × 61.4 kN/123.7 kN |
| العدد النتج: 712 |                                       | الطول: 19.10 م باع الجناح: 19.55/11.58 م مساحة الجناح: 54.50 م2 الوزن فارغ: 19,838 كغم وزن الاقلاع الأقصى: 33,730 كغم السرعة القصوى: 2,485 كم/ساعة المدى: 2,960 كم سقف الخدمة: 15,200 م فوة الدفع: 2 × 61.4 kN/123.7 kN |
| أول طيران: 1970 |                                       | الطول: 19.10 م باع الجناح: 19.55/11.58 م مساحة الجناح: 54.50 م2 الوزن فارغ: 19,838 كغم وزن الاقلاع الأقصى: 33,730 كغم السرعة القصوى: 2,485 كم/ساعة المدى: 2,960 كم سقف الخدمة: 15,200 م فوة الدفع: 2 × 61.4 kN/123.7 kN |
| في الخدمة: منذ 1974 حتى الآن |                                       | الطول: 19.10 م باع الجناح: 19.55/11.58 م مساحة الجناح: 54.50 م2 الوزن فارغ: 19,838 كغم وزن الاقلاع الأقصى: 33,730 كغم السرعة القصوى: 2,485 كم/ساعة المدى: 2,960 كم سقف الخدمة: 15,200 م فوة الدفع: 2 × 61.4 kN/123.7 kN |
| McDonnell Douglas F-15 Eagle | McDonnell Douglas F-15 Eagle          | الطول: 19.43 م باع الجناح: 13.05 م مساحة الجناح: 56.50 م2 الوزن فارغ: 12700 كغم وزن الاقلاع الأقصى: 30845 كغم السرعة القصوى: +2665 كم/ساعة المدى: 5550 كم سقف الخدمة: 20000 م فوة الدفع: 2 × 64.9 kN/105.7 kN           |
| طائرة f-15 امريكية | الولايات المتحدة                      | الطول: 19.43 م باع الجناح: 13.05 م مساحة الجناح: 56.50 م2 الوزن فارغ: 12700 كغم وزن الاقلاع الأقصى: 30845 كغم السرعة القصوى: +2665 كم/ساعة المدى: 5550 كم سقف الخدمة: 20000 م فوة الدفع: 2 × 64.9 kN/105.7 kN           |
| طائرة f-15 امريكية | العدد النتج: 1198                     | الطول: 19.43 م باع الجناح: 13.05 م مساحة الجناح: 56.50 م2 الوزن فارغ: 12700 كغم وزن الاقلاع الأقصى: 30845 كغم السرعة القصوى: +2665 كم/ساعة المدى: 5550 كم سقف الخدمة: 20000 م فوة الدفع: 2 × 64.9 kN/105.7 kN           |
| طائرة f-15 امريكية | أول طيران: 1974                       | الطول: 19.43 م باع الجناح: 13.05 م مساحة الجناح: 56.50 م2 الوزن فارغ: 12700 كغم وزن الاقلاع الأقصى: 30845 كغم السرعة القصوى: +2665 كم/ساعة المدى: 5550 كم سقف الخدمة: 20000 م فوة الدفع: 2 × 64.9 kN/105.7 kN           |
| طائرة f-15 امريكية | في الخدمة: منذ 1978حتى الآن           | الطول: 19.43 م باع الجناح: 13.05 م مساحة الجناح: 56.50 م2 الوزن فارغ: 12700 كغم وزن الاقلاع الأقصى: 30845 كغم السرعة القصوى: +2665 كم/ساعة المدى: 5550 كم سقف الخدمة: 20000 م فوة الدفع: 2 × 64.9 kN/105.7 kN           |
| General Dynamics F-16 Fighting Falcon | General Dynamics F-16 Fighting Falcon | الطول: 15.06 م باع الجناح: 9.96 م مساحة الجناح: 27.87 م2 الوزن فارغ: 8570 كغم وزن الاقلاع الأقصى: 19200 كغم السرعة القصوى: 2120 كم/ساعة المدى: 4220 كم سقف الخدمة: 15,240+ م فوة الدفع: 1 × 76.3 kN/127.0 kN            |
| طائرة مُقاتلة أمريكيَّة من طراز F-16 فايتينگ فالكون بلوك 40 بعد أن تزوَّدنت بالوقود من طائرة KC-135 ستارتوتانكر خلال قيامها بمُهمَّةٍ استطلاعيَّة فوق العراق يوم 10 حُزيران (يونيو) 2008. هذه الطائرة تتبع قاعدة سرب قاعدة البلد الجويَّة الرَّابع والثلاثين، بالعراق وقد فُوِّضت للحرب من قِبل السرب المُقاتل رقم 388 في قاعدة هيل الجويَّة في ولاية يوتاه. (التقط الصورة لِصالح سلاح الجو الأمريكي الرقيب أوَّل آندي دنواي.) | الولايات المتحدة                      | الطول: 15.06 م باع الجناح: 9.96 م مساحة الجناح: 27.87 م2 الوزن فارغ: 8570 كغم وزن الاقلاع الأقصى: 19200 كغم السرعة القصوى: 2120 كم/ساعة المدى: 4220 كم سقف الخدمة: 15,240+ م فوة الدفع: 1 × 76.3 kN/127.0 kN            |
| طائرة مُقاتلة أمريكيَّة من طراز F-16 فايتينگ فالكون بلوك 40 بعد أن تزوَّدنت بالوقود من طائرة KC-135 ستارتوتانكر خلال قيامها بمُهمَّةٍ استطلاعيَّة فوق العراق يوم 10 حُزيران (يونيو) 2008. هذه الطائرة تتبع قاعدة سرب قاعدة البلد الجويَّة الرَّابع والثلاثين، بالعراق وقد فُوِّضت للحرب من قِبل السرب المُقاتل رقم 388 في قاعدة هيل الجويَّة في ولاية يوتاه. (التقط الصورة لِصالح سلاح الجو الأمريكي الرقيب أوَّل آندي دنواي.) | العدد: +4500                          | الطول: 15.06 م باع الجناح: 9.96 م مساحة الجناح: 27.87 م2 الوزن فارغ: 8570 كغم وزن الاقلاع الأقصى: 19200 كغم السرعة القصوى: 2120 كم/ساعة المدى: 4220 كم سقف الخدمة: 15,240+ م فوة الدفع: 1 × 76.3 kN/127.0 kN            |
| طائرة مُقاتلة أمريكيَّة من طراز F-16 فايتينگ فالكون بلوك 40 بعد أن تزوَّدنت بالوقود من طائرة KC-135 ستارتوتانكر خلال قيامها بمُهمَّةٍ استطلاعيَّة فوق العراق يوم 10 حُزيران (يونيو) 2008. هذه الطائرة تتبع قاعدة سرب قاعدة البلد الجويَّة الرَّابع والثلاثين، بالعراق وقد فُوِّضت للحرب من قِبل السرب المُقاتل رقم 388 في قاعدة هيل الجويَّة في ولاية يوتاه. (التقط الصورة لِصالح سلاح الجو الأمريكي الرقيب أوَّل آندي دنواي.) | أول رحلة: 1972                        | الطول: 15.06 م باع الجناح: 9.96 م مساحة الجناح: 27.87 م2 الوزن فارغ: 8570 كغم وزن الاقلاع الأقصى: 19200 كغم السرعة القصوى: 2120 كم/ساعة المدى: 4220 كم سقف الخدمة: 15,240+ م فوة الدفع: 1 × 76.3 kN/127.0 kN            |
| طائرة مُقاتلة أمريكيَّة من طراز F-16 فايتينگ فالكون بلوك 40 بعد أن تزوَّدنت بالوقود من طائرة KC-135 ستارتوتانكر خلال قيامها بمُهمَّةٍ استطلاعيَّة فوق العراق يوم 10 حُزيران (يونيو) 2008. هذه الطائرة تتبع قاعدة سرب قاعدة البلد الجويَّة الرَّابع والثلاثين، بالعراق وقد فُوِّضت للحرب من قِبل السرب المُقاتل رقم 388 في قاعدة هيل الجويَّة في ولاية يوتاه. (التقط الصورة لِصالح سلاح الجو الأمريكي الرقيب أوَّل آندي دنواي.) | في الخدمة: منذ 1976 حتى الأن          | الطول: 15.06 م باع الجناح: 9.96 م مساحة الجناح: 27.87 م2 الوزن فارغ: 8570 كغم وزن الاقلاع الأقصى: 19200 كغم السرعة القصوى: 2120 كم/ساعة المدى: 4220 كم سقف الخدمة: 15,240+ م فوة الدفع: 1 × 76.3 kN/127.0 kN            |
| McDonnell Douglas F/A-18 Hornet | McDonnell Douglas F/A-18 Hornet       | الطول: 17.10 م باع الجناح: 12.30 م مساحة الجناح: 38.00 م2 الوزن فارغ: 10400 كغم وزن الاقلاع الأقصى: 23500 كغم السرعة القصوى: 1915 كم/ساعة المدى: 3330 كم سقف الخدمة: 15,240 م فوة الدفع: 2 × 48.9 kN/79.2 kN            |
| | الولايات المتحدة                      | الطول: 17.10 م باع الجناح: 12.30 م مساحة الجناح: 38.00 م2 الوزن فارغ: 10400 كغم وزن الاقلاع الأقصى: 23500 كغم السرعة القصوى: 1915 كم/ساعة المدى: 3330 كم سقف الخدمة: 15,240 م فوة الدفع: 2 × 48.9 kN/79.2 kN            |
| العدد: 1480 |                                       | الطول: 17.10 م باع الجناح: 12.30 م مساحة الجناح: 38.00 م2 الوزن فارغ: 10400 كغم وزن الاقلاع الأقصى: 23500 كغم السرعة القصوى: 1915 كم/ساعة المدى: 3330 كم سقف الخدمة: 15,240 م فوة الدفع: 2 × 48.9 kN/79.2 kN            |
| أول رحلة: 1978 |                                       | الطول: 17.10 م باع الجناح: 12.30 م مساحة الجناح: 38.00 م2 الوزن فارغ: 10400 كغم وزن الاقلاع الأقصى: 23500 كغم السرعة القصوى: 1915 كم/ساعة المدى: 3330 كم سقف الخدمة: 15,240 م فوة الدفع: 2 × 48.9 kN/79.2 kN            |
| في الخدمة: منذ 1983 حتى الأن |                                       | الطول: 17.10 م باع الجناح: 12.30 م مساحة الجناح: 38.00 م2 الوزن فارغ: 10400 كغم وزن الاقلاع الأقصى: 23500 كغم السرعة القصوى: 1915 كم/ساعة المدى: 3330 كم سقف الخدمة: 15,240 م فوة الدفع: 2 × 48.9 kN/79.2 kN            |
| Panavia Tornado ADV | Panavia Tornado ADV                   | الطول: 18.68 م باع الجناح: 13.91/8.60 م مساحة الجناح: 26.60 م2 الوزن فارغ: 14500 كغم وزن الاقلاع الأقصى: 27986 كغم السرعة القصوى: 2695 كم/ساعة المدى: 4265 كم سقف الخدمة: 15,240 م فوة الدفع: 2 × 40.5 kN/73.5 kN       |
| | الاتحاد الأوروبي                      | الطول: 18.68 م باع الجناح: 13.91/8.60 م مساحة الجناح: 26.60 م2 الوزن فارغ: 14500 كغم وزن الاقلاع الأقصى: 27986 كغم السرعة القصوى: 2695 كم/ساعة المدى: 4265 كم سقف الخدمة: 15,240 م فوة الدفع: 2 × 40.5 kN/73.5 kN       |
| العدد: 218 |                                       | الطول: 18.68 م باع الجناح: 13.91/8.60 م مساحة الجناح: 26.60 م2 الوزن فارغ: 14500 كغم وزن الاقلاع الأقصى: 27986 كغم السرعة القصوى: 2695 كم/ساعة المدى: 4265 كم سقف الخدمة: 15,240 م فوة الدفع: 2 × 40.5 kN/73.5 kN       |
| أول رحلة: 1979 |                                       | الطول: 18.68 م باع الجناح: 13.91/8.60 م مساحة الجناح: 26.60 م2 الوزن فارغ: 14500 كغم وزن الاقلاع الأقصى: 27986 كغم السرعة القصوى: 2695 كم/ساعة المدى: 4265 كم سقف الخدمة: 15,240 م فوة الدفع: 2 × 40.5 kN/73.5 kN       |
| في الخدمة: منذ 1985 حتى الأن |                                       | الطول: 18.68 م باع الجناح: 13.91/8.60 م مساحة الجناح: 26.60 م2 الوزن فارغ: 14500 كغم وزن الاقلاع الأقصى: 27986 كغم السرعة القصوى: 2695 كم/ساعة المدى: 4265 كم سقف الخدمة: 15,240 م فوة الدفع: 2 × 40.5 kN/73.5 kN       |
| Eurofighter Typhoon | Eurofighter Typhoon                   | الطول: 15.96 م باع الجناح: 10.95 م مساحة الجناح: 51.20 م2 الوزن فارغ: 11000 كغم وزن الاقلاع الأقصى: 23500 كغم السرعة القصوى: 2450 كم/ساعة المدى: 3790 كم سقف الخدمة: 16,765/19,812 م فوة الدفع: 2 × 60 kN/90 kN         |
| | الاتحاد الأوروبي                      | الطول: 15.96 م باع الجناح: 10.95 م مساحة الجناح: 51.20 م2 الوزن فارغ: 11000 كغم وزن الاقلاع الأقصى: 23500 كغم السرعة القصوى: 2450 كم/ساعة المدى: 3790 كم سقف الخدمة: 16,765/19,812 م فوة الدفع: 2 × 60 kN/90 kN         |
| العدد: 571 |                                       | الطول: 15.96 م باع الجناح: 10.95 م مساحة الجناح: 51.20 م2 الوزن فارغ: 11000 كغم وزن الاقلاع الأقصى: 23500 كغم السرعة القصوى: 2450 كم/ساعة المدى: 3790 كم سقف الخدمة: 16,765/19,812 م فوة الدفع: 2 × 60 kN/90 kN         |
| أول رحلة: 1994 |                                       | الطول: 15.96 م باع الجناح: 10.95 م مساحة الجناح: 51.20 م2 الوزن فارغ: 11000 كغم وزن الاقلاع الأقصى: 23500 كغم السرعة القصوى: 2450 كم/ساعة المدى: 3790 كم سقف الخدمة: 16,765/19,812 م فوة الدفع: 2 × 60 kN/90 kN         |
| في الخدمة: منذ 2003 حتى الأن |                                       | الطول: 15.96 م باع الجناح: 10.95 م مساحة الجناح: 51.20 م2 الوزن فارغ: 11000 كغم وزن الاقلاع الأقصى: 23500 كغم السرعة القصوى: 2450 كم/ساعة المدى: 3790 كم سقف الخدمة: 16,765/19,812 م فوة الدفع: 2 × 60 kN/90 kN         |
| Dassault Mirage 2000 | Dassault Mirage 2000                  | الطول: 14.36 م باع الجناح: 9.13 م مساحة الجناح: 41.00 م2 الوزن فارغ: 7500 كغم وزن الاقلاع الأقصى: 17000 كغم السرعة القصوى: +2530 كم/ساعة المدى: 3335 كم سقف الخدمة: 17,060 م فوة الدفع: 1 × 64.3 kN/95.1 kN             |
| | فرنسا                                 | الطول: 14.36 م باع الجناح: 9.13 م مساحة الجناح: 41.00 م2 الوزن فارغ: 7500 كغم وزن الاقلاع الأقصى: 17000 كغم السرعة القصوى: +2530 كم/ساعة المدى: 3335 كم سقف الخدمة: 17,060 م فوة الدفع: 1 × 64.3 kN/95.1 kN             |
| العدد: 601 |                                       | الطول: 14.36 م باع الجناح: 9.13 م مساحة الجناح: 41.00 م2 الوزن فارغ: 7500 كغم وزن الاقلاع الأقصى: 17000 كغم السرعة القصوى: +2530 كم/ساعة المدى: 3335 كم سقف الخدمة: 17,060 م فوة الدفع: 1 × 64.3 kN/95.1 kN             |
| أول رحلة: 1978 |                                       | الطول: 14.36 م باع الجناح: 9.13 م مساحة الجناح: 41.00 م2 الوزن فارغ: 7500 كغم وزن الاقلاع الأقصى: 17000 كغم السرعة القصوى: +2530 كم/ساعة المدى: 3335 كم سقف الخدمة: 17,060 م فوة الدفع: 1 × 64.3 kN/95.1 kN             |
| في الخدمة: منذ 1982 حتى الأن |                                       | الطول: 14.36 م باع الجناح: 9.13 م مساحة الجناح: 41.00 م2 الوزن فارغ: 7500 كغم وزن الاقلاع الأقصى: 17000 كغم السرعة القصوى: +2530 كم/ساعة المدى: 3335 كم سقف الخدمة: 17,060 م فوة الدفع: 1 × 64.3 kN/95.1 kN             |
| Dassault Rafale | Dassault Rafale                       | الطول: 15.27 م باع الجناح: 10.80 م مساحة الجناح: 45.70 م2 الوزن فارغ: 10196 كغم وزن الاقلاع الأقصى: 22200 كغم السرعة القصوى: 1912 كم/ساعة المدى: +3700 كم سقف الخدمة: 15,235 م فوة الدفع: 2 × 50.04 kN/75.62 kN         |
| الرافال | فرنسا                                 | الطول: 15.27 م باع الجناح: 10.80 م مساحة الجناح: 45.70 م2 الوزن فارغ: 10196 كغم وزن الاقلاع الأقصى: 22200 كغم السرعة القصوى: 1912 كم/ساعة المدى: +3700 كم سقف الخدمة: 15,235 م فوة الدفع: 2 × 50.04 kN/75.62 kN         |
| الرافال | العدد: 126                            | الطول: 15.27 م باع الجناح: 10.80 م مساحة الجناح: 45.70 م2 الوزن فارغ: 10196 كغم وزن الاقلاع الأقصى: 22200 كغم السرعة القصوى: 1912 كم/ساعة المدى: +3700 كم سقف الخدمة: 15,235 م فوة الدفع: 2 × 50.04 kN/75.62 kN         |
| الرافال | أول رحلة: 1986                        | الطول: 15.27 م باع الجناح: 10.80 م مساحة الجناح: 45.70 م2 الوزن فارغ: 10196 كغم وزن الاقلاع الأقصى: 22200 كغم السرعة القصوى: 1912 كم/ساعة المدى: +3700 كم سقف الخدمة: 15,235 م فوة الدفع: 2 × 50.04 kN/75.62 kN         |
| الرافال | في الخدمة: منذ 2001 حتى الأن          | الطول: 15.27 م باع الجناح: 10.80 م مساحة الجناح: 45.70 م2 الوزن فارغ: 10196 كغم وزن الاقلاع الأقصى: 22200 كغم السرعة القصوى: 1912 كم/ساعة المدى: +3700 كم سقف الخدمة: 15,235 م فوة الدفع: 2 × 50.04 kN/75.62 kN         |
| Saab JAS 39 Gripen | Saab JAS 39 Gripen                    | الطول: 14.10 م باع الجناح: 8.40 م مساحة الجناح: 30.00 م2 الوزن فارغ: 68000 كغم وزن الاقلاع الأقصى: 14000 كغم السرعة القصوى: 2204 كم/ساعة المدى: 3200 كم سقف الخدمة: 15,240 م فوة الدفع: 1 × 54.0 kN/80.5 kN             |
| | السويد                                | الطول: 14.10 م باع الجناح: 8.40 م مساحة الجناح: 30.00 م2 الوزن فارغ: 68000 كغم وزن الاقلاع الأقصى: 14000 كغم السرعة القصوى: 2204 كم/ساعة المدى: 3200 كم سقف الخدمة: 15,240 م فوة الدفع: 1 × 54.0 kN/80.5 kN             |
| العدد: 247 |                                       | الطول: 14.10 م باع الجناح: 8.40 م مساحة الجناح: 30.00 م2 الوزن فارغ: 68000 كغم وزن الاقلاع الأقصى: 14000 كغم السرعة القصوى: 2204 كم/ساعة المدى: 3200 كم سقف الخدمة: 15,240 م فوة الدفع: 1 × 54.0 kN/80.5 kN             |
| أول رحلة: 1988 |                                       | الطول: 14.10 م باع الجناح: 8.40 م مساحة الجناح: 30.00 م2 الوزن فارغ: 68000 كغم وزن الاقلاع الأقصى: 14000 كغم السرعة القصوى: 2204 كم/ساعة المدى: 3200 كم سقف الخدمة: 15,240 م فوة الدفع: 1 × 54.0 kN/80.5 kN             |
| في الخدمة: منذ 1997 حتى الأن |                                       | الطول: 14.10 م باع الجناح: 8.40 م مساحة الجناح: 30.00 م2 الوزن فارغ: 68000 كغم وزن الاقلاع الأقصى: 14000 كغم السرعة القصوى: 2204 كم/ساعة المدى: 3200 كم سقف الخدمة: 15,240 م فوة الدفع: 1 × 54.0 kN/80.5 kN             |
| Mitsubishi F-2 | Mitsubishi F-2                        | الطول: 15.52 م باع الجناح: 11.13 م مساحة الجناح: 34.84 م2 الوزن فارغ: 9527 كغم وزن الاقلاع الأقصى: 22090 كغم السرعة القصوى: 2470 كم/ساعة المدى: +834 كم سقف الخدمة: 18000 م فوة الدفع: 1 × 76 kN/125 kN                 |
| | اليابان                               | الطول: 15.52 م باع الجناح: 11.13 م مساحة الجناح: 34.84 م2 الوزن فارغ: 9527 كغم وزن الاقلاع الأقصى: 22090 كغم السرعة القصوى: 2470 كم/ساعة المدى: +834 كم سقف الخدمة: 18000 م فوة الدفع: 1 × 76 kN/125 kN                 |
| العدد: 98 |                                       | الطول: 15.52 م باع الجناح: 11.13 م مساحة الجناح: 34.84 م2 الوزن فارغ: 9527 كغم وزن الاقلاع الأقصى: 22090 كغم السرعة القصوى: 2470 كم/ساعة المدى: +834 كم سقف الخدمة: 18000 م فوة الدفع: 1 × 76 kN/125 kN                 |
| أول رحلة: 1995 |                                       | الطول: 15.52 م باع الجناح: 11.13 م مساحة الجناح: 34.84 م2 الوزن فارغ: 9527 كغم وزن الاقلاع الأقصى: 22090 كغم السرعة القصوى: 2470 كم/ساعة المدى: +834 كم سقف الخدمة: 18000 م فوة الدفع: 1 × 76 kN/125 kN                 |
| في الخدمة: منذ 2000 حتى الأن |                                       | الطول: 15.52 م باع الجناح: 11.13 م مساحة الجناح: 34.84 م2 الوزن فارغ: 9527 كغم وزن الاقلاع الأقصى: 22090 كغم السرعة القصوى: 2470 كم/ساعة المدى: +834 كم سقف الخدمة: 18000 م فوة الدفع: 1 × 76 kN/125 kN                 |
| Mikoyan MiG-29 | Mikoyan MiG-29                        | الطول: 17.37 م باع الجناح: 11.40 م مساحة الجناح: 38.00 م2 الوزن فارغ: 11000 كغم وزن الاقلاع الأقصى: 20000 كغم السرعة القصوى: 2400 كم/ساعة المدى: 2100 كم سقف الخدمة: 18013 م فوة الدفع: 2 × 50.0 kN/81.3 kN             |
| | الاتحاد السوفيتي                      | الطول: 17.37 م باع الجناح: 11.40 م مساحة الجناح: 38.00 م2 الوزن فارغ: 11000 كغم وزن الاقلاع الأقصى: 20000 كغم السرعة القصوى: 2400 كم/ساعة المدى: 2100 كم سقف الخدمة: 18013 م فوة الدفع: 2 × 50.0 kN/81.3 kN             |
| العدد: +1600 |                                       | الطول: 17.37 م باع الجناح: 11.40 م مساحة الجناح: 38.00 م2 الوزن فارغ: 11000 كغم وزن الاقلاع الأقصى: 20000 كغم السرعة القصوى: 2400 كم/ساعة المدى: 2100 كم سقف الخدمة: 18013 م فوة الدفع: 2 × 50.0 kN/81.3 kN             |
| أول رحلة: 1977 |                                       | الطول: 17.37 م باع الجناح: 11.40 م مساحة الجناح: 38.00 م2 الوزن فارغ: 11000 كغم وزن الاقلاع الأقصى: 20000 كغم السرعة القصوى: 2400 كم/ساعة المدى: 2100 كم سقف الخدمة: 18013 م فوة الدفع: 2 × 50.0 kN/81.3 kN             |
| في الخدمة: منذ 1983 حتى الأن |                                       | الطول: 17.37 م باع الجناح: 11.40 م مساحة الجناح: 38.00 م2 الوزن فارغ: 11000 كغم وزن الاقلاع الأقصى: 20000 كغم السرعة القصوى: 2400 كم/ساعة المدى: 2100 كم سقف الخدمة: 18013 م فوة الدفع: 2 × 50.0 kN/81.3 kN             |
| Mikoyan MiG-31 | Mikoyan MiG-31                        | الطول: 22.69 م باع الجناح: 13.46 م مساحة الجناح: 61.60 م2 الوزن فارغ: 21820 كغم وزن الاقلاع الأقصى: 46200 كغم السرعة القصوى: 3466 كم/ساعة المدى: 3300 كم سقف الخدمة: 20600 م فوة الدفع: 2 × 93.0 kN/152.0 kN            |
| | الاتحاد السوفيتي                      | الطول: 22.69 م باع الجناح: 13.46 م مساحة الجناح: 61.60 م2 الوزن فارغ: 21820 كغم وزن الاقلاع الأقصى: 46200 كغم السرعة القصوى: 3466 كم/ساعة المدى: 3300 كم سقف الخدمة: 20600 م فوة الدفع: 2 × 93.0 kN/152.0 kN            |
| العدد: 500 |                                       | الطول: 22.69 م باع الجناح: 13.46 م مساحة الجناح: 61.60 م2 الوزن فارغ: 21820 كغم وزن الاقلاع الأقصى: 46200 كغم السرعة القصوى: 3466 كم/ساعة المدى: 3300 كم سقف الخدمة: 20600 م فوة الدفع: 2 × 93.0 kN/152.0 kN            |
| أول رحلة: 1975 |                                       | الطول: 22.69 م باع الجناح: 13.46 م مساحة الجناح: 61.60 م2 الوزن فارغ: 21820 كغم وزن الاقلاع الأقصى: 46200 كغم السرعة القصوى: 3466 كم/ساعة المدى: 3300 كم سقف الخدمة: 20600 م فوة الدفع: 2 × 93.0 kN/152.0 kN            |
| في الخدمة: منذ 1981 حتى الأن |                                       | الطول: 22.69 م باع الجناح: 13.46 م مساحة الجناح: 61.60 م2 الوزن فارغ: 21820 كغم وزن الاقلاع الأقصى: 46200 كغم السرعة القصوى: 3466 كم/ساعة المدى: 3300 كم سقف الخدمة: 20600 م فوة الدفع: 2 × 93.0 kN/152.0 kN            |
| Sukhoi Su-27 | Sukhoi Su-27                          | الطول: 21.90 م باع الجناح: 14.70 م مساحة الجناح: 62.00 م2 الوزن فارغ: 16380 كغم وزن الاقلاع الأقصى: 30450 كغم السرعة القصوى: 2500 كم/ساعة المدى: 3530 كم سقف الخدمة: 19000 م فوة الدفع: 2 × 75.22 kN/122.6 kN           |
| | الاتحاد السوفيتي                      | الطول: 21.90 م باع الجناح: 14.70 م مساحة الجناح: 62.00 م2 الوزن فارغ: 16380 كغم وزن الاقلاع الأقصى: 30450 كغم السرعة القصوى: 2500 كم/ساعة المدى: 3530 كم سقف الخدمة: 19000 م فوة الدفع: 2 × 75.22 kN/122.6 kN           |
| العدد: 809 |                                       | الطول: 21.90 م باع الجناح: 14.70 م مساحة الجناح: 62.00 م2 الوزن فارغ: 16380 كغم وزن الاقلاع الأقصى: 30450 كغم السرعة القصوى: 2500 كم/ساعة المدى: 3530 كم سقف الخدمة: 19000 م فوة الدفع: 2 × 75.22 kN/122.6 kN           |
| أول رحلة: 1977 |                                       | الطول: 21.90 م باع الجناح: 14.70 م مساحة الجناح: 62.00 م2 الوزن فارغ: 16380 كغم وزن الاقلاع الأقصى: 30450 كغم السرعة القصوى: 2500 كم/ساعة المدى: 3530 كم سقف الخدمة: 19000 م فوة الدفع: 2 × 75.22 kN/122.6 kN           |
| في الخدمة: منذ 1985 حتى الأن |                                       | الطول: 21.90 م باع الجناح: 14.70 م مساحة الجناح: 62.00 م2 الوزن فارغ: 16380 كغم وزن الاقلاع الأقصى: 30450 كغم السرعة القصوى: 2500 كم/ساعة المدى: 3530 كم سقف الخدمة: 19000 م فوة الدفع: 2 × 75.22 kN/122.6 kN           |
| Xi'an JH-7 | Xi'an JH-7                            | الطول: 22.32 م باع الجناح: 12.80 م مساحة الجناح: ؟ م2 الوزن فارغ: 14500 كغم وزن الاقلاع الأقصى: 28475 كغم السرعة القصوى: 1808 كم/ساعة المدى: 3700 كم سقف الخدمة: 16000 م فوة الدفع: 2 × 54.29 kN/91.26 kN               |
| | الصين                                 | الطول: 22.32 م باع الجناح: 12.80 م مساحة الجناح: ؟ م2 الوزن فارغ: 14500 كغم وزن الاقلاع الأقصى: 28475 كغم السرعة القصوى: 1808 كم/ساعة المدى: 3700 كم سقف الخدمة: 16000 م فوة الدفع: 2 × 54.29 kN/91.26 kN               |
| العدد: 114 |                                       | الطول: 22.32 م باع الجناح: 12.80 م مساحة الجناح: ؟ م2 الوزن فارغ: 14500 كغم وزن الاقلاع الأقصى: 28475 كغم السرعة القصوى: 1808 كم/ساعة المدى: 3700 كم سقف الخدمة: 16000 م فوة الدفع: 2 × 54.29 kN/91.26 kN               |
| أول رحلة: 1988 |                                       | الطول: 22.32 م باع الجناح: 12.80 م مساحة الجناح: ؟ م2 الوزن فارغ: 14500 كغم وزن الاقلاع الأقصى: 28475 كغم السرعة القصوى: 1808 كم/ساعة المدى: 3700 كم سقف الخدمة: 16000 م فوة الدفع: 2 × 54.29 kN/91.26 kN               |
| في الخدمة: منذ 1992 حتى الأن |                                       | الطول: 22.32 م باع الجناح: 12.80 م مساحة الجناح: ؟ م2 الوزن فارغ: 14500 كغم وزن الاقلاع الأقصى: 28475 كغم السرعة القصوى: 1808 كم/ساعة المدى: 3700 كم سقف الخدمة: 16000 م فوة الدفع: 2 × 54.29 kN/91.26 kN               |
| Shenyang J-11 | Shenyang J-11                         | الطول: 15.49 م باع الجناح: 9.75 م مساحة الجناح: 33.10 م2 الوزن فارغ: 9750 كغم وزن الاقلاع الأقصى: 19277 كغم السرعة القصوى: 2500 كم/ساعة المدى: 3530 كم سقف الخدمة: 19000 م فوة الدفع: 2 × 75.22 kN/132.0 kN             |
| | الصين                                 | الطول: 15.49 م باع الجناح: 9.75 م مساحة الجناح: 33.10 م2 الوزن فارغ: 9750 كغم وزن الاقلاع الأقصى: 19277 كغم السرعة القصوى: 2500 كم/ساعة المدى: 3530 كم سقف الخدمة: 19000 م فوة الدفع: 2 × 75.22 kN/132.0 kN             |
| العدد: 164 |                                       | الطول: 15.49 م باع الجناح: 9.75 م مساحة الجناح: 33.10 م2 الوزن فارغ: 9750 كغم وزن الاقلاع الأقصى: 19277 كغم السرعة القصوى: 2500 كم/ساعة المدى: 3530 كم سقف الخدمة: 19000 م فوة الدفع: 2 × 75.22 kN/132.0 kN             |
| أول رحلة: 1998 |                                       | الطول: 15.49 م باع الجناح: 9.75 م مساحة الجناح: 33.10 م2 الوزن فارغ: 9750 كغم وزن الاقلاع الأقصى: 19277 كغم السرعة القصوى: 2500 كم/ساعة المدى: 3530 كم سقف الخدمة: 19000 م فوة الدفع: 2 × 75.22 kN/132.0 kN             |
| في الخدمة: منذ 1998 حتى الأن |                                       | الطول: 15.49 م باع الجناح: 9.75 م مساحة الجناح: 33.10 م2 الوزن فارغ: 9750 كغم وزن الاقلاع الأقصى: 19277 كغم السرعة القصوى: 2500 كم/ساعة المدى: 3530 كم سقف الخدمة: 19000 م فوة الدفع: 2 × 75.22 kN/132.0 kN             |
| Chengdu J-10 | Chengdu J-10                          | الطول: 21.90 م باع الجناح: 14.70 م مساحة الجناح: 62.04 م2 الوزن فارغ: 16380 كغم وزن الاقلاع الأقصى: 33000 كغم السرعة القصوى: 2695 كم/ساعة المدى: 1850 كم سقف الخدمة: 18000 م فوة الدفع: 1 × 89.17 kN/130.0 kN           |
| | الصين                                 | الطول: 21.90 م باع الجناح: 14.70 م مساحة الجناح: 62.04 م2 الوزن فارغ: 16380 كغم وزن الاقلاع الأقصى: 33000 كغم السرعة القصوى: 2695 كم/ساعة المدى: 1850 كم سقف الخدمة: 18000 م فوة الدفع: 1 × 89.17 kN/130.0 kN           |
| العدد: 270 |                                       | الطول: 21.90 م باع الجناح: 14.70 م مساحة الجناح: 62.04 م2 الوزن فارغ: 16380 كغم وزن الاقلاع الأقصى: 33000 كغم السرعة القصوى: 2695 كم/ساعة المدى: 1850 كم سقف الخدمة: 18000 م فوة الدفع: 1 × 89.17 kN/130.0 kN           |
| أول رحلة: 1998 |                                       | الطول: 21.90 م باع الجناح: 14.70 م مساحة الجناح: 62.04 م2 الوزن فارغ: 16380 كغم وزن الاقلاع الأقصى: 33000 كغم السرعة القصوى: 2695 كم/ساعة المدى: 1850 كم سقف الخدمة: 18000 م فوة الدفع: 1 × 89.17 kN/130.0 kN           |
| في الخدمة: منذ 2005 حتى الأن |                                       | الطول: 21.90 م باع الجناح: 14.70 م مساحة الجناح: 62.04 م2 الوزن فارغ: 16380 كغم وزن الاقلاع الأقصى: 33000 كغم السرعة القصوى: 2695 كم/ساعة المدى: 1850 كم سقف الخدمة: 18000 م فوة الدفع: 1 × 89.17 kN/130.0 kN           |
| CAC/PAC JF-17 Thunder | CAC/PAC JF-17 Thunder                 | الطول: 14.93 م باع الجناح: 9.45 م مساحة الجناح: 24.40 م2 الوزن فارغ: 6586 كغم وزن الاقلاع الأقصى: 12383 كغم السرعة القصوى: 1960 كم/ساعة المدى: 3482 كم سقف الخدمة: 16920 م فوة الدفع: 1 × 49.4 kN/84.5 kN               |
| | باكستان و الصين                       | الطول: 14.93 م باع الجناح: 9.45 م مساحة الجناح: 24.40 م2 الوزن فارغ: 6586 كغم وزن الاقلاع الأقصى: 12383 كغم السرعة القصوى: 1960 كم/ساعة المدى: 3482 كم سقف الخدمة: 16920 م فوة الدفع: 1 × 49.4 kN/84.5 kN               |
| العدد: 54 |                                       | الطول: 14.93 م باع الجناح: 9.45 م مساحة الجناح: 24.40 م2 الوزن فارغ: 6586 كغم وزن الاقلاع الأقصى: 12383 كغم السرعة القصوى: 1960 كم/ساعة المدى: 3482 كم سقف الخدمة: 16920 م فوة الدفع: 1 × 49.4 kN/84.5 kN               |
| أول رحلة: 2003 |                                       | الطول: 14.93 م باع الجناح: 9.45 م مساحة الجناح: 24.40 م2 الوزن فارغ: 6586 كغم وزن الاقلاع الأقصى: 12383 كغم السرعة القصوى: 1960 كم/ساعة المدى: 3482 كم سقف الخدمة: 16920 م فوة الدفع: 1 × 49.4 kN/84.5 kN               |
| في الخدمة: منذ 2007 حتى الأن |                                       | الطول: 14.93 م باع الجناح: 9.45 م مساحة الجناح: 24.40 م2 الوزن فارغ: 6586 كغم وزن الاقلاع الأقصى: 12383 كغم السرعة القصوى: 1960 كم/ساعة المدى: 3482 كم سقف الخدمة: 16920 م فوة الدفع: 1 × 49.4 kN/84.5 kN               |
| HAL Tejas | HAL Tejas                             | الطول: 13.20 م باع الجناح: 8.20 م مساحة الجناح: 38.40 م2 الوزن فارغ: 6500 كغم وزن الاقلاع الأقصى: 13200 كغم السرعة القصوى: 1350 كم/ساعة المدى: 3000 كم سقف الخدمة: 15000 م فوة الدفع: 1 × 53.9 kN/89.8 kN               |
| | الهند                                 | الطول: 13.20 م باع الجناح: 8.20 م مساحة الجناح: 38.40 م2 الوزن فارغ: 6500 كغم وزن الاقلاع الأقصى: 13200 كغم السرعة القصوى: 1350 كم/ساعة المدى: 3000 كم سقف الخدمة: 15000 م فوة الدفع: 1 × 53.9 kN/89.8 kN               |
| العدد: 6 |                                       | الطول: 13.20 م باع الجناح: 8.20 م مساحة الجناح: 38.40 م2 الوزن فارغ: 6500 كغم وزن الاقلاع الأقصى: 13200 كغم السرعة القصوى: 1350 كم/ساعة المدى: 3000 كم سقف الخدمة: 15000 م فوة الدفع: 1 × 53.9 kN/89.8 kN               |
| أول رحلة: 2011 |                                       | الطول: 13.20 م باع الجناح: 8.20 م مساحة الجناح: 38.40 م2 الوزن فارغ: 6500 كغم وزن الاقلاع الأقصى: 13200 كغم السرعة القصوى: 1350 كم/ساعة المدى: 3000 كم سقف الخدمة: 15000 م فوة الدفع: 1 × 53.9 kN/89.8 kN               |
| في الخدمة: منذ 2013 حتى الأن |                                       | الطول: 13.20 م باع الجناح: 8.20 م مساحة الجناح: 38.40 م2 الوزن فارغ: 6500 كغم وزن الاقلاع الأقصى: 13200 كغم السرعة القصوى: 1350 كم/ساعة المدى: 3000 كم سقف الخدمة: 15000 م فوة الدفع: 1 × 53.9 kN/89.8 kN               |
| AIDC F-CK-1 Ching-kuo | AIDC F-CK-1 Ching-kuo                 | الطول: 14.21 م باع الجناح: 9.46 م مساحة الجناح: 24.20 م2 الوزن فارغ: 6500 كغم وزن الاقلاع الأقصى: 12000 كغم السرعة القصوى: 2220 كم/ساعة المدى: 1100 كم سقف الخدمة: 16800 م فوة الدفع: 2 × 27.0 kN/42.0 kN               |
| | تايوان                                | الطول: 14.21 م باع الجناح: 9.46 م مساحة الجناح: 24.20 م2 الوزن فارغ: 6500 كغم وزن الاقلاع الأقصى: 12000 كغم السرعة القصوى: 2220 كم/ساعة المدى: 1100 كم سقف الخدمة: 16800 م فوة الدفع: 2 × 27.0 kN/42.0 kN               |
| العدد: 130 |                                       | الطول: 14.21 م باع الجناح: 9.46 م مساحة الجناح: 24.20 م2 الوزن فارغ: 6500 كغم وزن الاقلاع الأقصى: 12000 كغم السرعة القصوى: 2220 كم/ساعة المدى: 1100 كم سقف الخدمة: 16800 م فوة الدفع: 2 × 27.0 kN/42.0 kN               |
| أول رحلة: 1989 |                                       | الطول: 14.21 م باع الجناح: 9.46 م مساحة الجناح: 24.20 م2 الوزن فارغ: 6500 كغم وزن الاقلاع الأقصى: 12000 كغم السرعة القصوى: 2220 كم/ساعة المدى: 1100 كم سقف الخدمة: 16800 م فوة الدفع: 2 × 27.0 kN/42.0 kN               |
| في الخدمة: منذ 1994 حتى الأن |                                       | الطول: 14.21 م باع الجناح: 9.46 م مساحة الجناح: 24.20 م2 الوزن فارغ: 6500 كغم وزن الاقلاع الأقصى: 12000 كغم السرعة القصوى: 2220 كم/ساعة المدى: 1100 كم سقف الخدمة: 16800 م فوة الدفع: 2 × 27.0 kN/42.0 kN               |

### تحت التطوير
- روسيا
  - ميكويان جيروفيتش ميج-35
- كوريا الجنوبية
  - إف إيه-50
- الهند
  - HAL TEJAS MARK II [31]
- الولايات المتحدة
  - بوينغ اف 15 سي اي النسر الصامت

### ملغاه
- الأرجنتين
  - FMA SAIA 90
- فرنسا
  - داسو ميراج 4000
- إسرائيل
  - لافي
  - IAI Nammer
- الصين
  - Chengdu J-9
  - Shenyang J-13
- Romania
  - IAR 95
- South Africa
  - Atlas Carver
- روسيا -  الاتحاد السوفيتي
  - مشروع ميكويان 1.44
  - سوخوي سو-47
  - ياكوفليف ياك-141
  - ياكوفليف ياك-43
  - Yakovlev Yak-45
- روسيا- إيران
  - M-ATF
- الولايات المتحدة
  - نورثروب واي أف-17  [لغات أخرى]‏
  - نورثروب إف-20 تايغر شارك
- يوغوسلافيا
  - Novi Avion